# Guerras Samnitas
As Guerras Samnitas foram três conflitos distintos travados entre a República Romana e os samnitas, um povo que vivia num trecho dos montes Apeninos ao sul de Roma e ao norte da Lucânia entre 343 e 290 a.C.. A primeira delas foi resultado de intervenção romana para resgatar a cidade campânia de Cápua de um ataque samnita. A segunda, de uma intervenção romana na política da cidade de Neápolis e acabou se tornando uma disputa pelo controle da maior parte do sul e do centro da Itália. A terceira e última guerra samnita foi uma continuação e resolução da disputa, com a vitória final dos romanos. As guerras ocuparam toda a segunda metade do século IV a.C. e envolveram povos a leste, norte e oeste de Sâmnio e também outros povos da Itália central que viviam para o norte de Roma, como os etruscos, úmbrios e picenos, além dos gauleses sênones, que vivam na região que futuramente seria a Gália Cisalpina, que se envolveram em graus variados nestes pouco mais de cinquenta anos. Os samnitas foram o primeiro grande adversário de Roma e um dos mais formidáveis.

## Contexto
Na época da primeira destas guerras, a expansão para o sul do território romano já havia chegado ao rio Liris, que era a fronteira entre o Lácio ("terras dos latinos") e a Campânia. Este rio, atualmente chamado Garigliano, é hoje a fronteira entre as regiões modernas de mesmo nome. Na época, o nome "Campânia" era uma referência à planície entre a costa os montes Apeninos que ia do rio Liris até as baías de Nápoles e Salerno. A porção setentrional desta região era habitada pelos sidicínios, auruncos e ausônios (um subgrupo dos auruncos). As regiões central e meridional eram habitadas pelos campânios, um povo que havia migrado de Sâmnio ("terra dos samnitas") e eram muito próximos dos samnitas, mas que já haviam desenvolvido uma identidade própria. Os samnitas eram uma confederação de quatro tribos que viviam nas montanhas a leste da Campânia e eram a principal potência regional. Os samnitas, campânios e sidicínios falavam línguas oscas, parte da família linguística osco-úmbrica que incluía também as línguas úmbria e sabeliana, faladas ao norte de Sâmnio. Os lucanos, que viviam para o sul da Campânia e Sâmnio, também falavam línguas oscas.
Diodoro Sículo e Lívio relatam que, em 354 a.C., Roma e os samnitas firmaram um tratado, mas não lista os termos concordados. Historiadores modernos propuseram que este tratado teria estabelecido o rio Liris como fronteira entre as respectivas esferas de influência, com Roma ao norte e os samnitas ao sul. O acordo ruiu quando os romanos intervieram ao sul do Liris para resgatar a cidade campânia de Cápua, que ficava ao norte de Neápolis, de um ataque samnita.

## Primeira Guerra Samnita (343–341 a.C.)

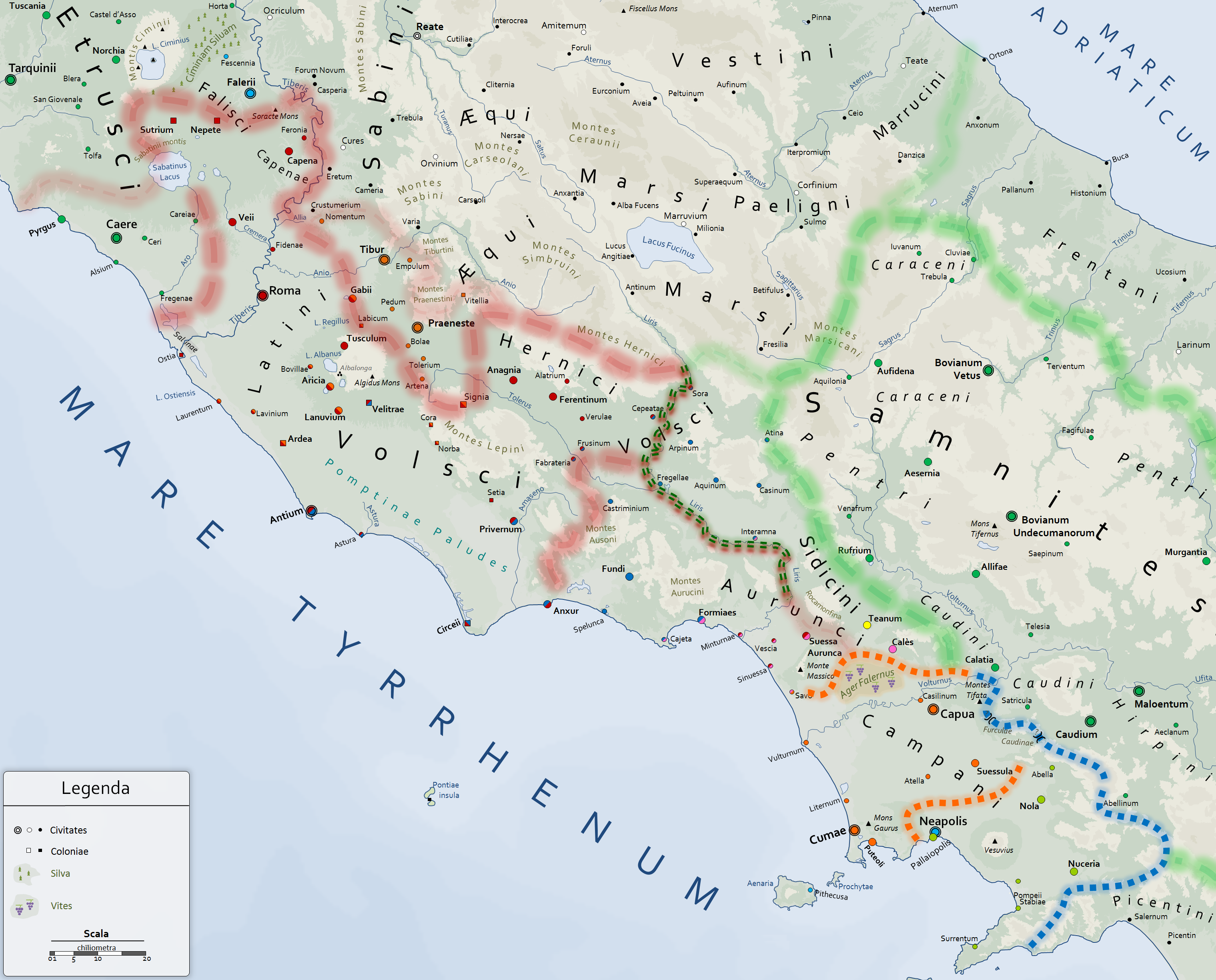
Mapa das campanhas da Primeira Guerra Samnita em 343 a.C.)

Lívio é a única fonte sobrevivente a prover um relato contínuo da guerra que ficou conhecida na historiografia moderna como Primeira Guerra Samnita. Além disso, os Fastos Triunfais relatam dois triunfos referentes a esta guerra e alguns eventos citados por Lívio foram também citados pontualmente por outros autores antigos.

### Início da guerra

#### Relato de Lívio
Segundo Lívio, a Primeira Guerra Samnita não começou por causa de alguma inimizade entre Roma e os samnitas, mas por força de eventos externos. O causa imediata foi um ataque não provocado dos samnitas aos sidicínios, uma tribo que vivia ao norte da Campânia e cuja capital era Teano Sidicino. Incapazes de resistir, os sidicínios buscaram ajuda dos campânios. Porém, os samnitas derrotaram os campânios em território sidicínio e voltaram sua atenção ao território deles. Primeiro eles tomaram os montes Tifata, que dominavam o território perto de Cápua, a capital campânia, e, depois de deixar uma poderosa guarnição para vigiá-los, marchou para a planície e para Cápua, onde derrotaram os campânios novamente. Cercados e protegidos apenas por suas muralhas, os campânios pediram ajuda a Roma.
Em Roma, os embaixadores campânios receberam permissão para falar ao Senado Romano e, num discurso, propuseram uma aliança entre Roma e os campânios, lembrando o quanto eles, famosos por sua riqueza, poderiam ajudar os romanos e como poderiam ajudá-los a subjugar os volscos, inimigos de Roma. Eles lembraram ainda que nada no tratado de Roma com os samnitas impedia-os de firmarem também um tratado os campânios e alertaram que se eles não aceitasse, os samnitas poderiam conquistar a Campânia, o que acrescentaria a força dos campânios às deles e não à dos romanos. Depois de discutirem a proposta, os senadores concordaram que apesar das muitas vantagens para os romanos num tratado com os campânios e de suas terras férteis poderem se tornar o celeiro de Roma, Roma não poderia se aliar com eles sem quebrarem o acordo com o samnitas e, por isso, a proposta foi recusada. Depois de serem informados da recusa, a embaixada campânia, seguindo as instruções que tinham, renderam o povo da Campânia e a cidade da Cápua incondicionalmente ao poder de Roma. Motivados por esta rendição, os senadores mudaram de opinião e afirmaram que a honra de Roma agora exigia que os campânios e Cápua, que eram, por conta da rendição, possessões romanas, fossem protegidos de ataques samnitas.
Emissários foram enviados aos samnitas para exigirem que eles, tendo em vista a amizade mútua com Roma, poupassem o território que havia passado para os romanos e, em caso de negativa, para avisá-los de que samnitas deveriam deixar em paz a cidade de Cápua e o território da Campânia. Os emissários entregaram a mensagem à Assembleia nacional samnita conforme as instruções e receberam uma resposta desafiadora: "...não apenas os samnitas declararam sua intenção de guerrear contra Cápua, mas seus magistrados deixaram a câmara da Assembleia e, num tom de voz alto o suficiente para que os emissários ouvissem, ordenaram que [os exércitos] marchassem imediatamente para o território campânio e o arrasse". Quanto estas notícias chegaram em Roma, os feciais foram enviados para tentar buscar reparações e evitar a guerra. Quando eles também não tiveram sucesso, Roma declarou guerra aos samnitas.

#### Visões modernas

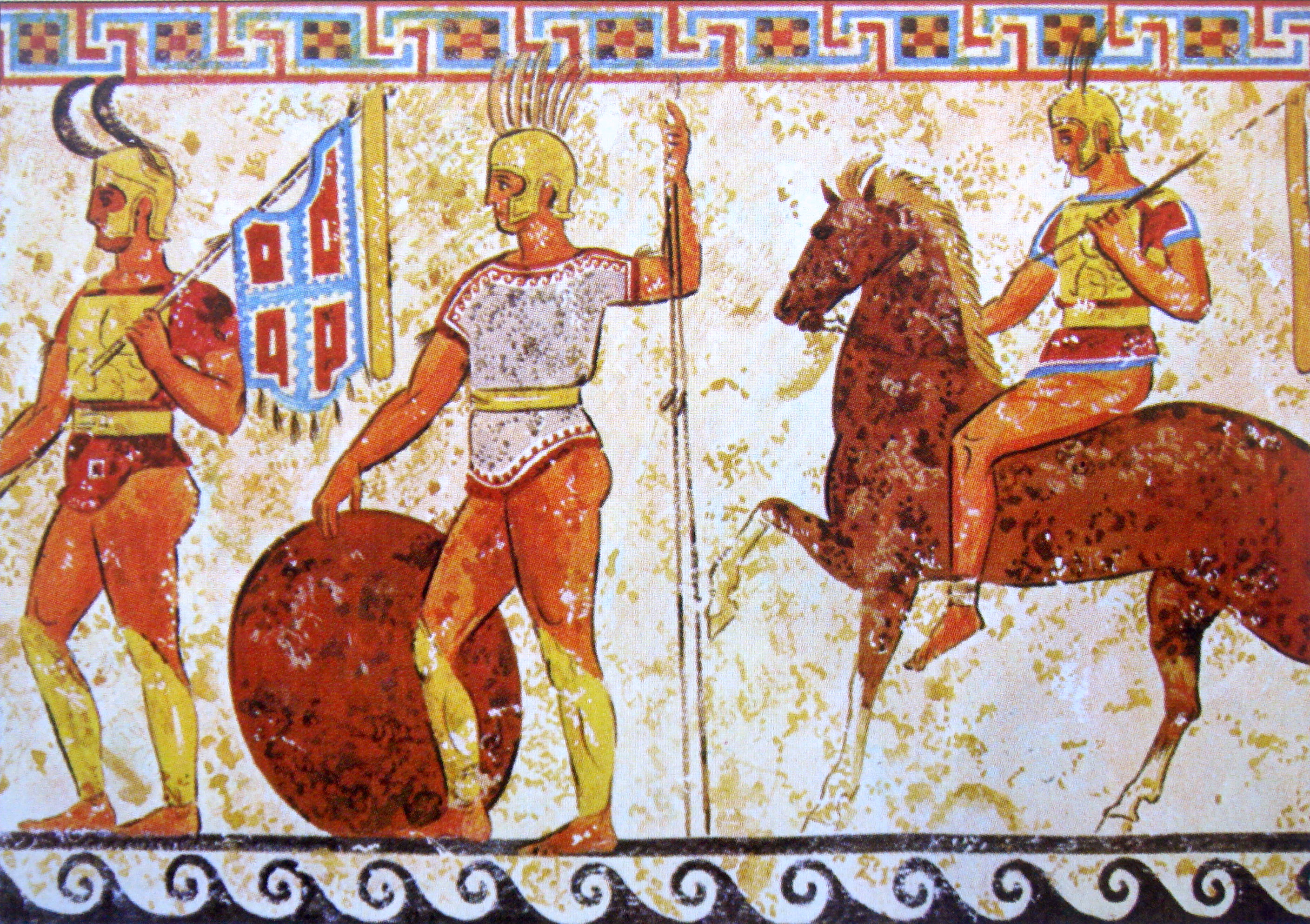
Soldados samnitas num túmulo em Nola (séc. IV a.C.).

A acuracidade histórica do relato de Lívio é tema disputa entre os historiadores modernos. É geralmente aceito que, apesar de Lívio possivelmente ter simplificado a forma na qual sidicínios, campânios e samnitas entraram na guerra, sua narrativa é, pelo menos nos grandes temas, histórica. A fortaleza sidicínia de Teano controlava importantes rotas comerciais regionais, o que teria sido um motivo suficiente para a tentativa de conquista pelos samnitas. A Primeira Guerra Samnita pode ter começado quase que por acidente, exatamente como alega Lívio. Os sidicínios ficavam no território samnita definido pela fronteira do rio Liris e, apesar de um tratado romano-samnita possa ter tratado apenas do curso médio do rio e não a foz, os romanos não parecem muito preocupados com o destino dos sidicínios. Os samnitas podiam, portanto, guerrear com os sidicínios sem medo do envolvimento romano. Foi apenas o imprevisto envolvimento dos campânios que atraiu os romanos para a guerra.
Muitos historiadores tiveram, porém, muita dificuldade em aceitar a historicidade da embaixada campânia a Roma, especialmente a veracidade do relato de Lívio descrevendo os campânios rendendo-se incondicionalmente aos romanos. O fato de Cápua e Roma serem aliados em 343 a.C. é menos controverso, pois esta relação é a causa subjacente de toda a guerra.
Historiadores notaram similaridades entre os eventos que levaram à Primeira Guerra Samnita e os eventos que, segundo Tucídides, provocaram a Guerra do Peloponeso, mas há diferenças também. Há muitos paralelos entre o discurso proferido pelo embaixador campânio ao Senado Romano em Lívio e o discurso do embaixador corcirano à Assembleia ateniense em Tucídides. Mas enquanto os atenienses de Tucídides debatem a proposta corcirana em termos pragmáticos, os senadores de Lívio decidiram rejeitar a aliança campânia com base em argumentos morais. É possível que a intenção do próprio Lívio tenha sido a de que seus leitores, muito educados, percebessem o contraste. O destino miserável dos campânios se rendendo contrasta fortemente com a arrogância campânia, um tema comum na literatura romana. É improvável também que a descrição de Lívio da Assembleia samnita seja baseada em qualquer fonte autêntica, mas não se deve concluir necessariamente que, por conta dos discursos terem sido inventados, uma prática comum dos historiadores antigos, que a rendição campânia também seja uma invenção.
A principal dificuldade do relato, porém, está em quanto a rica Cápua pode ter sido reduzida a uma situação desesperadora pelos samnitas em 343 a.C. a ponto de os campânios estarem dispostos a entregar tudo aos romanos. Durante a Segunda Guerra Púnica (218–201 a.C.), Cápua é famosa por ter se aliado aos cartagineses, e, depois de um longo cerco, por ter sido forçada a se render incondicionalmente aos romanos, o que resultou numa dura punição. Salmon (1967) defende, por isso, que a rendição campânia em 343 a.C. é uma retrojeção de eventos posteriores ao passado por historiadores romanos tardios. Esta invenção serviria ao duplo propósito de exonerar os romanos da quebra do tratado e de justificar a severa punição aplicada em 211 a.C.. O que Roma concordou, em 343 a.C., foi uma aliança em termos similares aos tratados que ela já tinha com latinos e hérnicos. Cornell (1995) aceita a rendição como histórica. Estudos demonstraram que a submissão por uma das partes em um conflito era uma característica usual da diplomacia desta época. Da mesma forma, Oakley (1998) não acredita que a rendição em 343 a.C. seja uma retrojeção e não encontrou muitas similares entre os eventos 343 e 211 a.C.. Os historiadores antigos relataram muitos casos similares e cuja historicidade não é disputada, no qual um estado apelou a Roma por ajuda numa guerra contra um inimigo mais poderoso. A evidência histórica mostra que Roma considerava estes suplicantes como tendo, tecnicamente, o mesmo status de um inimigo rendido, mas, na prática, Roma certamente não desejava abusar de potenciais aliados. Forsythe (2005), como Salmon, defende que a rendição é uma retrojeção, inventada para justificar melhor os atos romanos e para, em boa medida, transferir a culpa pela Primeira Guerra Samnita aos manipuladores campânios.
Lívio retrata os romanos como tendo altruisticamente assumindo o fardo de defender os campânios, mas este é um tema literário comum nas histórias republicanas romanas, cujos autores desejavam revelar que as guerras romanas teriam sido justas. O sucesso militar era a principal causa de prestígio e glória na competitiva aristocracia romana. Evidências de períodos posteriores, muito melhor documentados, revelam um Senado capaz de manipular circunstâncias diplomáticas para criar um casus belli para uma guerra de expansão ou conquista. Não há razão para acreditar que este não tenha sido o caso na segunda metade do século IV a.C. Há também relatos de episódios nos quais os romanos recusaram pedidos de ajuda, o que implica que eles tinham a chance de rejeitar qualquer ajuda aos campânios em 343 a.C.

### Três vitórias romanas

#### Relato de Lívio
Segundo Lívio, os dois cônsules em 343 a.C., Marco Valério Corvo e Aulo Cornélio Cosso, marcharam com seus exércitos contra os samnitas. Valério invadiu a Campânia e Cornélio seguiu para o Sâmnio, acampando em Satícula. Lívio segue narrando então como os romanos venceram três diferentes batalhas contra os samnitas. Valério venceu a primeira batalha, travada em monte Gauro, perto de Cumas, mas só depois de uma última e desesperada carga pelos romanos já no final do dia ter conseguido romper as linhas samnitas depois de um dia inteiro de lutas. A segunda batalha quase terminou em desastre para os romanos depois que os samnitas tentaram emboscar o outro cônsul, Cornélio Cosso, e seu exército num passo de montanha. Porém, um dos tribunos militares de Cornélio, Públio Décio Mus liderou um pequeno destacamento para tomar uma colina e distraiu os samnitas, o que permitiu que os romanos conseguissem escapar. Décio e seus homens conseguiram escapar durante a noite e, na manhã seguinte, os samnitas, pegos de surpresa, foram atacados e derrotados pelos romanos. Ainda determinados a conseguir uma vitória, os samnitas reuniram suas forças e cercaram Suéssula, na fronteira oriental da Campânia. Deixando seus suprimentos para trás, Valério levou seu exército em marchas forçadas até Suéssula. Com poucos suprimentos e subestimando o tamanho do exército romano, os samnitas dispersaram suas forças em busca de recursos, o que deu a Valério a oportunidade de vencer a terceira batalha ao capturar primeiro o acampamento samnita e depois perseguindo os destacamentos individualmente. Estas vitórias romanas contra os samnitas convenceram Falérios a trocar uma trégua de quarenta anos com Roma num tratado de paz permanente; os latinos abandonaram seus planos de guerra contra Roma e se lançaram sobre os pelignos. A cidade-estado, na época amiga de Roma, enviou uma embaixada congratulatória a Roma com uma coroa de mais de dez quilos para o Templo de Júpiter Ótimo Máximo. Os dois cônsules celebraram triunfos sobre os samnitas em Roma. Segundo os Fastos Triunfais, Valério e Cornélio celebraram respectivamente em 21 e 22 de setembro.

#### Visões modernas
Historiadores modernos duvidam da historicidade da descrição de Lívio destas três batalhas. As cenas de batalha dele para esta época são principalmente reconstruções livres feitas por ele ou por suas fontes e não há razões para acreditar por que este caso seria diferente. O número de samnitas mortos e a quantidade de espólios tomados pelos romanos foram claramente exagerados. Eles também notaram muitas similaridades entre a história de Públio Décio Mus e um evento que teria ocorrido na Sicília em 258 a.C., durante a Primeira Guerra Púnica. Segundo as fontes antigas, um exército romano estava preso num desfiladeiro quando um tribuno militar liderou um destacamento de 300 homens para tomar uma colina no meio do território inimigo. O exército romano conseguiu escapar, mas, neste caso, apenas o tribuno sobreviveu. É improvável que este último episódio, mais famoso na época de Lívio, não tenha influenciado as descrições do primeiro.
Salmon (1967) também encontrou outras similaridades entre as campanhas de 343 a.C. e eventos posteriores que podem ser considerados duplicatas. Tanto a primeira quanto a segunda das guerras samnitas começam com uma invasão de Sâmnio por um Cornélio, a forma como o exército romano foi emboscado lembra o famoso desastre na Batalha das Forcas Caudinas, em 321 a.C., e há similaridades com as campanhas de Públio Cornélio Arvina e Públio Décio Mus (filho do herói da Primeira Guerra Samnita) em 297 a.C.. Ele também acreditava que as duas vitórias de Valério Corvo podem ser duplicatas das operações contra Aníbal na mesma região em 215 a.C. Por outro lado, as entradas dos Fastos Triunfais apoiam em alguma medida o sucesso romano. Na reconstrução de Salmon, teria havia uma única batalha, em 343 a.C., provavelmente travada nos arredores de Cápua perto do santuário de Juno Gaura e terminando com uma vitória apertada dos romanos.
Oakley (1998) descarta estas teorias e está inclinado a aceitar que houve três batalhas. Os samnitas teriam ganhado muito terreno na Campânia quando os romanos chegaram e as duas vitórias de Valério podem ter sido o resultado de dois ataques simultâneos samnitas a Cápua e Cumas. E, apesar de as emboscadas samnitas serem um motivo comum na narrativa das guerras samnitas por Lívio, é possível que a abundância delas seja simplesmente o reflexo do terreno montanhoso no qual estas guerras foram travadas. Ele também acredita que a história de Décio Mus foi baseada no episódio de 258 a.C., mas é possível que Décio tenha realizado de fato algum ato heróico em 343 a.C., a origem do relato floreado posterior proposto por Lívio ou uma de suas fontes.
Forsythe (2005) considera tanto o episódio de Cornélio Cosso quanto o de Décio Mus como invenções, em parte como prenúncio para o sacrifício de Décio em 340 a.C.. É possível que ele tenha realizado um ato heróico que tenha lhe permitido se tornar o primeiro de sua gente a chegar ao consulado em 340 a.C., mas, se for este o caso, não há registro histórico do fato. Ao invés disto, historiadores posteriores teriam fundido o desastre das Forcas Caudinas com o episódio do tribuno militar em 258 a.C. para produzir a história inteiramente fictícia relatada por Lívio, com a diferença de que, enquanto os romanos nas histórias originais enfrentaram a derrota e a morte, no relato de Lívio todos os homens de Décio sobrevivem e os romanos conseguiram uma grande vitória.

### Final da guerra

#### Relato de Lívio
Nenhum combate foi relatado em 342 a.C. e as fontes se concentram em um motim ocorrido no exército romano neste ano. Segundo a variante mais comum, depois das vitórias em 343 a.C., os campânios teriam pedido aos romanos que deixassem guarnições de inverno para protegê-los contra os samnitas. Subvertidos pelo luxuoso estilo de vida dos campânios, estas guarnições começaram a planejar um golpe para assumir o controle e se instalarem como mestres da região. Porém, a conspiração foi descoberta pelos cônsules em 342 a.C., Quinto Servílio Aala e Caio Márcio Rutilo. Com medo de serem punidos, os conspiradores se amotinaram, formaram um exército rebelde e marcharam contra os romanos. Marco Valério Corvo foi nomeado ditador para lidar com a crise e conseguiu convencer os amotinados a abandonarem suas armas sem maior derramamento de sangue. Em troca, uma série de reformas políticas, econômicas e militares foram aprovadas para endereçar as principais reivindicações do grupo.
No ano seguinte, segundo Lívio, um dos cônsules romanos, Lúcio Emílio Mamercino, invadiu Sâmnio, mas não encontrou um exército para defendê-lo. Ele estava arrasando e saqueando o território quando emissários samnitas chegaram para pedir a paz. Quando apresentavam o pedido ao Senado Romano, os emissários fizeram questão de lembrar o antigo tratado com os romanos, que, ao contrário do tratado com os campânios, foi firmado em tempos de paz, e declararam que os samnitas desejavam ir à guerra contra os sidicínios, que não eram aliados romanos. O pretor Tibério Emílio devolveu a resposta do Senado aos emissários e a paz foi retomada. Além disso, os romanos não iriam interferir na decisão dos samnitas de declarar guerra ou se manterem em paz com os sidicínios. Uma vez firmada a paz, o exército romano deixou Sâmnio.

#### Visões modernas
A história do motim é disputada pelos historiadores modernos e é possível que toda a narrativa tenha sido inventada para dar um contexto para as importantes reformas aprovadas em 342 a.C., entre elas as Leges Genuciae, que afirmavam que ninguém poderia ser reeleito para o mesmo cargo num intervalo de dez anos, uma lei que, suportada pela lista dos Fastos Consulares, foi cumprida, com exceção de períodos de grande crise. Esta lei também reafirmou que um dos cônsules deveria ser um plebeu.
O impacto da invasão de Emílio pode também ter sido exagerado e a própria invasão pode ser uma invenção de um autor posterior para prover um final da guerra triunfante para os romanos. As esparsas menções de pretores nas fontes do século IV a.C. são geralmente consideradas históricas e é possível que o pretor Tibério Emílio tenha de fato se envolvido nas negociações de paz com os samnitas. A Primeira Guerra Samnita terminou numa paz negociada e não com uma parte dominando a outra. Os romanos tiveram que aceitar os sidicínios eram parte da esfera de influência samnita, mas sua aliança com os campânios era um prêmio muito maior, pois a riqueza e a população da Campânia foram uma grande adição ao poderio romano.

## Segunda (ou Grande) Guerra Samnita (326–304 a.C.)

### Início da guerra
A Segunda Guerra Samnita foi o resultado das tensões provocadas pelas repetidas intervenções romanas na Campânia. A causa imediata foi a fundação de uma colônia romana em Fregelas em 328 a.C. e ações realizadas pelos habitantes de Paleópolis. Fregelas era uma antiga cidade volsca na margem sul do rio Liris, perto da confluência com o rio Treso (moderno rio Sacco), ou seja, na Campânia e na área de influência reservada aos samnitas. Ela foi capturada dos volscos e destruída pelos samnitas. Paleópolis ("cidade velha") era um antigo assentamento grego na região onde hoje está Nápoles e ficava perto de um assentamento mais novo e muito maior, Neápolis ("cidade nova"). Lívio afirma que ela atacou os romanos que viviam na Campânia e, depois que os feciais não conseguiram obter as reparações devidas, a guerra foi declarada. Em 327 a.C., os dois exércitos consulares seguiram para a Campânia. O cônsul Quinto Publílio Filão tomou Nápoles e seu colega, Lúcio Cornélio Lêntulo, se posicionou no interior para interceptar qualquer movimentação samnita, uma vez que havia relatos de que um grande alistamento estava ocorrendo em Sâmnio para formar um exército para intervir na Campânia. A vizinha cidade campana enviou 2 000 soldados a Paleópolis/Neápolis e os samnitas, mais 4 000. Em Roma, rumores indicavam que os samnitas estavam incitando revoltas nas cidades de Priverno, Fundos e Fórmias, cidades volscas na margem norte do rio Liris. Os romanos enviaram emissários até Sâmnio e os samnitas afirmaram que não estavam se preparando para a guerra e nem incitando revoltas. Afirmaram também que os samnitas em Paleópolis não foram enviados pelo estado samnita, ou seja, eram mercenários samnitas contratados pelos campânios. Além disso, eles reclamaram da fundação de Frégelas, o que eles consideraram um ato de agressão, pois eles haviam acabado de invadir a região.
Antes disto já havia tensões entre as partes. Em 337 a.C., uma guerra estourou entre os auruncos e os sidicínios; os romanos decidiram ajudar os primeiros, pois eles não haviam lutado contra Roma durante a Primeira Guerra Samnita. Enquanto isto, a antiga cidade de Auruncos foi destruída e seus habitantes fugiram para Suessa Aurunca, que foi fortificada. Em 336 a.C., os ausônios se juntaram aos sidicínios, mas os dois povos foram derrotados pelos romanos numa batalha menor. No ano seguinte, um dos dois cônsules romanos cercaram, capturaram e guarneceram Cales, a capital ausônia. O exército foi enviado em seguida contra os sidicínios para que o outro cônsul também tivesse sua oportunidade de glória. Em 334 a.C., 2 500 civis foram enviados para Cales para fundar uma colônia romana e os romanos arrasaram o território sidicínio. Na mesma época, surgiram reportes de que em Sâmnio já havia o desejo de guerra contra Roma por dois anos e, por isto, o exército permaneceu em território sidicínio. Havia também tensões ao norte do rio Liris, o território volsco. Em 330 a.C., as cidades volscas de Frabateria e Luca ofereceram rendição aos romanos em troca de proteção contra os samnitas, o que levou o Senado a enviar emissários alertando os samnitas de que não toleraria ataques aos territórios delas, com o que samnitas concordaram. Segundo Lívio, somente por que eles não estavam preparados para a guerra. No mesmo ano, as cidades volscas de Priverno e Fundos se revoltaram e arrasaram os territórios de outra cidade volsca e de duas colônias romanas na área. Quando os romanos enviaram o exército, Fundos rapidamente se rendeu e jurou lealdade enquanto que, em 229 a.C., Priverno ou foi capturada ou se rendeu (é incerto). Os líderes da revolta foram enviados a Roma, as muralhas da cidade foram demolidas e uma guarnição foi postada na cidade.
No relato de Lívio, há uma sensação de que a paz com os samnitas já estavam andando no fio da navalha por anos. Deve ser notado também que Cales estava em uma posição estratégica não apenas pelos caminhos que partiam de Roma para Cápua, mas também para outros que davam acesso às montanhas de Sâmnio. Ainda assim, os samnitas não responderam militarmente às intervenções romanas na Campânia. Um fator deve ter sido o conflito entre os lucanos (vizinhos dos samnitas ao sul) e a cidade grega de Taras (Tarento), no mar Jônico. Os tarentinos pediram ajuda ao rei grego Alexandre de Epiro, que cruzou o Adriático até a Itália em 334 a.C.. Dois anos depois, Alexandre desembarcou em Pesto, que ficava perto de Sâmnio e da Campânia. Os samnitas se juntaram aos lucanos e suas forças combinadas foram derrotadas por Alexandre, que aproveitou para estabelecer relações amigáveis com os romanos. Porém, ele próprio foi morto em combate em 331 ou 330 a.C. Assim, o descontentamento dos samnitas em relação a Fregelas pode ter sido só mais um dos muitos causados pela política romana na Campânia nos oito anos anteriores.

### Entre 327 e 322 a.C.
Quinto Publílio Filão posicionou seu exército entre Paleópolis e Neápolis para isolar as duas. No final de 327 a.C., Publílio e Cornélio Lêntulo deveriam ter voltado para Roma para presidir as eleições dos cônsules para o ano seguinte, que deveriam assumir as operações militares. Ao invés disto, o comando militar dos dois — mas não a autoridade dos dois como governantes civis — foi estendida até o término da campanha com o título de procônsules. Em 326 a.C., dois líderes neapolitanos, insatisfeitos com o mau comportamento das tropas samnitas postadas na cidade, armaram um complô que permitiu que os romanos tomassem a cidade e que abriu a possibilidade de renovar a amizade com os romanos. Em Sâmnio, as cidade de Alifas, Califas e Rufrio foram tomadas pelos romanos. Os lucanos e os apúlios se aliaram aos romanos.
Notícias de uma aliança entre os samnitas e os vestinos (sabélios que viviam na costa Adriática, a noroeste de Sâmnio) chegaram a Roma e, no ano seguinte, o cônsul Décimo Júnio Bruto Esceva arrasou o território deles, forçando-os a uma batalha campal, e tomou as cidades de Cutina e Cingilia. O ditador Lúcio Papírio Cursor, que assumiu o comando depois que o cônsul Lúcio Fúrio Camilo ficou doente, infligiu uma esmagadora derrota aos samnitas num local não especificado em 324 a.C.. Os samnitas pediram a paz e Cursor se retirou de Sâmnio. Porém, os termos de paz não foram aceitos pelos samnitas, que concordaram com uma trégua de um ano. Eles próprios romperam o acordo quando souberam que Papírio Cursor planejava continuar a guerra. Lívio afirma que foi naquele mesmo ano que os apúlios se tornaram inimigos de Roma. Infelizmente, esta informação é muito vaga, pois a Apúlia era habitada por três grupos étnicos diferentes, os messápios no sul, os jápiges no centro e os daunos no norte. Sabemos que apenas a Dáunia ("terra dos daunos") foi tragada para esta guerra, mas a região era uma coleção de cidade-estados independentes. Portanto, não sabemos quais delas se tornaram inimigas de Roma. Os cônsules em 323 a.C., Caio Sulpício Longo e Quinto Áulio Cerretano, lutaram em dois frontes, com Sulpício longo invadindo Sâmnio e Áulio Cerretano, a Apúlia. Não houve batalhas, mas o território foi arrasado nos dois. No ano seguinte, surgiram rumores de que os samnitas teriam contratado mercenários e Aulo Cornélio Cosso Arvina foi nomeado ditador. Os samnitas atacaram seu acampamento em Sâmnio ele foi forçado a fugir. Uma difícil batalha se seguiu e, no final, os samnitas, derrotados, ofereceram novamente a paz, mas sem sucesso.

### Das Forcas Caudinas até 316 a.C.

#### Relato de Lívio

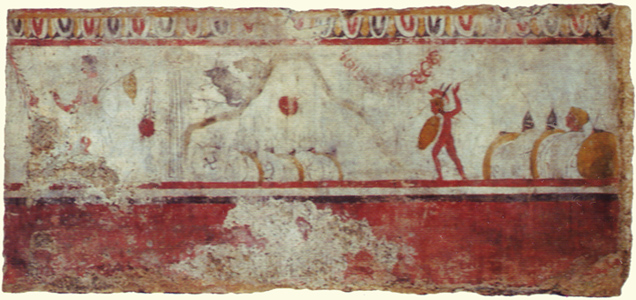
Afresco da Batalha das Forcas Caudinas num túmulo na Lucânia.

Em 321 a.C., os cônsules Tito Vetúrio Calvino e Espúrio Postúmio Albino estavam acampados em Calatia, uma cidade campânia a dez quilômetros para o sudeste de Cápua. Caio Pôncio, o comandante dos samnitas, posicionou suas forças nas Forcas Caudinas e enviou alguns soldados disfarçados de pastores para espionar os romanos e espalhar rumores de que os samnitas estavam prestes a atacara a cidade de Lucéria, na Apúlia, uma aliada de Roma. Os cônsules decidiram seguir para lá atravessando uma rota mais rápida (e menos segura) passando pelas Forcas Caudinas, dois desfiladeiros estreitos e florestados nos Apeninos com uma planície entre eles. Depois que os romanos passaram pelo primeiro, perceberam que o outro estava bloqueado e tentaram recuar, mas os samnitas já haviam bloqueado o primeiro também, aprisionando todo o exército romano numa emboscada mortal. Depois de muita hesitação, Caio Pôncio exigiu que os romanos "evacuassem o território samnita e suas colônias". Os cônsules, sem outra alternativa, se renderam, mas não antes de passarem pela humilhação de desfilarem, sem suas armas, por baixo do jugo sob as gozações dos inimigos.
A paz acordada, conhecida como "Paz Caudina", foi negociada pelos cônsules e envolveu a entrega de seiscentos reféns aos samnitas, mas não durou muito, pois o Senado Romano e os próprios cônsules, depois muitas manobras, a renegaram. Em paralelo, Sátrico, uma cidade do Lácio, desertou para os samnitas, que aproveitaram para tomar Fregelas.
Em 320 a.C., os cônsules Quinto Publílio Filão e Lúcio Papírio Cursor marcharam até a Apúlia, um movimento que pegou os samnitas de surpresa. Publílio seguiu para Lucéria, onde estavam os reféns romanos que garantiam a Paz Caudina, e derrotou o contingente samnita. Porém, eles conseguiram se reagrupar e cercaram os romanos do lado de fora de Lucéria. O exército de Papírio avançou pela costa e chegou até Arpi. A população da região era simpática aos romanos, pois já estava cansada dos raides samnitas e lhes forneceu alimentos durante a campanha. Esta marcha forçou os samnitas a enfrentarem seu exército, mas a batalha foi inconclusiva. Logo em seguida, os romanos conseguiram cercar os samnitas, que se renderam e foram forçados a passar também sob o jugo. Lucéria foi capturada e os reféns romanos foram libertados. Em 318 a.C., enviados das cidades samnitas foram até Roma para "buscar a retomada do tratado [de paz]", mas voltaram apenas com uma trégua de dois anos. As cidades apúlias de Teano Apulo e Canúsio se submeteram aos romanos e a Apúlia foi pacificada. Em 317 a.C., o cônsul Quinto Emílio Bárbula tomou Ferêncio e o procônsul Quinto Publílio tomou Sátrico, que, depois de se revoltar, abrigava uma guarnição samnita. Bárbula tomou, no mesmo ano, a cidade de Nerulo, na Lucânia.

#### Visões modernas
Lívio e outras fontes antigas defendem que Roma teria rejeitado a trégua oferecida pelos samnitas depois das Forcas Caudinas e vingado a humilhação com novas vitórias. Segundo Livio, houve um trégua de dois anos depois destas vitórias (320-319 a.C.). Porém, Salmon (1967) acredita que, ao invés disto, a trégua teria sido resultado de um acordo feito nas Forcas Caudinas. Seja como for, houve uma trégua que terminou em 316 a.C..

### Segunda fase da guerra (316–305 a.C.)
Em 316 a.C., o ditador Lúcio Emílio Mamercino cercou Satícula, uma cidade samnita na fronteira com a Campânia. Um grande exército samnita acampou perto dos romanos e os habitantes da cidade aproveitaram para realizar um ataque. Emílio estava numa posição difícil de atacar e conseguiu repelir os saticulanos de volta para a cidade e atacou os samnitas, que fugiram durante a noite. Os samnitas então cercaram a cidade vizinha de Plistica, que era aliada de Roma. No ano seguinte, o novo ditador, Quinto Fábio Máximo Ruliano, assumiu o controle das operações em Satícula. Os samnitas conseguiram alistar novas tropas, acamparam perto da cidade e estavam tentando forçar uma batalha para levantar o cerco romano. Quinto Fábio se concentrou na cidade enquanto os samnitas atacavam as fortificações romanas. Um contra-ataque romano liderado pelo mestre da cavalaria Quinto Áulio Cerretano conseguiu repeli-los e foi o suficiente para fazer com que os samnitas recuassem para Plistica, que foi capturada. Num movimento inesperado, os romanos foram obrigados a transferir suas forças na Apúlia e em Sâmnio para lidar com Sora, uma colônia romana no Lácio, perto da fronteira samnita, que havia desertado para os samnitas e assassinado todos os colonos. Enquanto marchavam para lá, os romanos souberam que os samnitas estavam se aproximando. Eles então pegaram um desvio e enfrentaram os samnitas na Batalha de Láutulas, na qual foram derrotados e Quinto Áulio Cerretano foi morto.
Os cônsules de 314 a.C., Marco Petélio Libão e Caio Sulpício Longo levaram novas tropas até Sora, que ficava numa posição difícil de tomar em combate, mas um desertor se ofereceu para traí-la. Ele pediu que os romanos movessem seu acampamento para perto da cidade e, na noite seguinte, junto com dez homens, subiu por um caminho quase impassável e muito íngreme até a cidadela. Lá, gritou que os romanos a haviam tomado. Os habitantes, em pânico, abriram os portões da cidade, que foi capturada. Os conspiradores foram levados a Roma e executados e uma nova guarnição foi estacionada em Sora. Depois da vitória samnita em Láutulas, três cidades ausônias, Ausona e Minturnas, ambos no Lácio, na margem norte do rio Liris, e Véscia, na outra margem, na Campânia, se aliaram aos samnitas. Alguns jovens nobres das três cidades das três cidades as traíram e três destacamentos romanos foram enviados para atacá-las. Segundo Lívio, "como os líderes não estavam presentes quando o ataque foi realizado, não houve limite ao massacre e a nação ausônia foi exterminada". No mesmo ano, Lucéria traiu sua guarnição romano aos samnitas. Um exército romano estava na região e conseguiu capturá-la novamente. Em Roma, foi proposto que 2 500 colonos fossem enviados para lá, mas muitos votaram pela destruição da cidade, não apenas pela traição, mas por que ela ficava tão longe que o envio de colonos para lá equivalia a enviar pessoas para o exílio em território inimigo. Porém, a proposta foi aprovada.
Uma conspiração foi descoberta em Cápua e os samnitas decidiram novamente tentar capturá-la, mas tiveram que enfrentar os dois cônsules, Petélio Libão e Sulpício Longo. Na ala direita, Petélio derrotou completamente os samnitas, mas Sulpício, confiante demais numa vitória romana, havia deixado sua ala com um destacamento para se juntar a Petélio e, sem sua presença, a ala esquerda quase foi derrotada. Quando ele voltou, seus homens conseguiram vencer. Os samnitas fugiram para Malevento, em Sâmnio. Os dois cônsules continuaram avançando e cercaram Boviano Undecumonoro, a capital dos petrianos, a maior das quatro tribos samnitas, e invernaram lá. Em 313 a.C., os dois foram substituídos pelo ditador Caio Petélio Libo Visolo. Os samnitas atacaram Fregelas e Petélio marchou para retomá-la, mas os samnitas conseguiram fugir durante a noite. Ele deixou ali uma guarnição e marchou até Nola, que capturou depois de incendiar os edifícios que beiravam a muralha.
Em 312 a.C, enquanto a guerra em Sâmnio parecia arrefecer, surgiram rumores de uma mobilização dos etruscos, que eram muito mais temidos do que os samnitas. Enquanto o cônsul Marco Valério Máximo Corrino estava em Sâmnio, seu colega, Públio Décio Mus, que estava doente, nomeou Caio Sulpício Longo como ditador para realizar os preparativos para a guerra. No ano seguinte, os cônsules Caio Júnio Bubulco Bruto e Quinto Emílio Bárbula dividiram o comando: enquanto Júnio assumiu a campanha contra os samnitas, Emílio invadiu a Etrúria. Os samnitas capturaram a guarnição romana de Clúvia e açoitou os prisioneiros, mas Júnio conseguiu recapturar a cidade e seguiu até Boviano, que foi saqueada. Os samnitas então tentaram emboscar os romanos com informações falsas sobre um grande rebanho de ovelhas, mas romanos conseguiram novamente vencê-los.
Enquanto Quinto Fábio Máximo Ruliano, cônsul em 310 a.C., lutava na Etrúria, seu colega, Caio Márcio Rutilo, capturou Alifas, na Campânia, e destruiu ou capturou muitos fortes e vilas. A frota romana foi enviada até Pompeia e, de lá, passou a saquear o território de Nucéria Alfaterna. Os samnitas soubera que os romanos haviam sido cercados pelos etruscos e decidiram enfrentar Caio Mário e também que, se ele não os enfrentassem, marchariam até a Etrúria através das terras dos mársios e sabinos. Mas o cônsul os enfrentou numa sangrenta e inconclusiva batalha na qual os romanos perderam diversos oficiais e o próprio Márcio foi ferido. O Senado nomeou então Lúcio Papírio Cursor como ditador para assumir o controle das operações, o que Fábio Ruliano aceitou somente depois de muita negociação. Márcio foi rendido em Longula, uma cidade volsca perto da fronteira samnita e Papírio rapidamente marchou para enfrentar os samnitas. Os dois exércitos se perfilaram para o combate, mas nada aconteceu até o cair da noite. No ano seguinte, Papírio venceu uma grande batalha contra os samnitas e celebrou o mais magnífico triunfo até então graças aos espólios amealhados.
Em 308 a.C., Quinto Fábio Máximo Ruliano foi eleito cônsul novamente e assumiu o comando das operações em Sâmnio. Ele recusou as ofertas de paz de Nuceria Alfaterna e forçou sua rendição depois de um cerco. Ele também lutou uma batalha na qual os mársios se juntaram aos samnitas. Os pelignos, que também eram aliados samnitas, foram derrotados em seguida. Enquanto isto, Públio Décio Mus conduziu a guerra na Etrúria. No ano seguinte, o cônsul Lúcio Volúmnio Flama Violente recebeu o comando da campanha contra os salentinos do sul da Apúlia, e tomou diversas cidades inimigas na região. Fábio Ruliano recebeu poderes proconsulares para continuar sua campanha em Sâmnio e derrotou os samnitas numa batalha campla perto de Alifas, cercando o acampamento inimigo em seguida. Depois de se renderem e de passarem sob o jugo, os samnitas tiveram que ver seus aliados vendidos como escravos. Como havia hérnicos entre eles, alguns foram levados a Roma para aferir se eram mercenários ou aliados. Logo em seguida, todos os hérnicos, com exceção das cidades de Alétrio, Ferêncio e Verulas, declaram guerra a Roma, obrigando Quinto Fábio a deixar Sâmnio. Os samnitas aproveitaram para tomar Calatia e Sora, aniquilando suas guarnições romanas. Em 306 a.C., o cônsul Públio Cornélio Arvina marchou para Sâmnio e seu colega, Quinto Márcio Trêmulo, enfrentou os hérnicos. Os samnitas passaram a atacar incessantemente as forças de Cornélio e conseguiram bloquear suas linhas de suprimento. Quinto Márcio, depois da rendição incondicional dos hérnicos, marchou para ajudá-lo, mas foi atacado também. Ele avançou através das linhas inimigas e tomou seu acampamento, que estava vazio, e o incendiou. Ao ver o fogo, Cornélio juntou-se à batalha e bloqueou a rota de fuga dos samnitas, que foram massacrados. Quando os dois cônsules juntaram suas forças, algumas forças samnitas tentaram atacar, mas foram derrotadas e pediram a paz.
Em 305 a.C., os dois cônsules foram enviados a Sâmnio. Lúcio Postúmio Megelo marchou até Tiferno e Tibério Minúcio Augurino seguiu para Boviano. Na primeira houve uma batalha, que algumas das fontes de Lívio afirmaram ter sido uma derrota romana enquanto outras deram um final honroso para os romanos, afirmando que o cair da noite permitiu que os romanos recuassem para as montanhas. Os samnitas teriam seguido e acampando perto dos romanos. Segundo Lívio, Postúmio deixou uma guarnição em seu acampamento e marchou para se juntar a Minúcio, que também estava acampado perto do inimigo, e teria instigado-o a atacar. A batalha se arrastou até o final da tarde, mas quando as forças de Postúmio se juntaram ao combate, os samnitas foram massacrados. No dia seguinte, os cônsules começaram o cerco de Boviano, que caiu rapidamente. Em 304 a.C., os samnitas enviaram embaixadores a Roma para negociar a paz. Os romanos, desconfiados, enviaram o cônsul Públio Semprônio Sofo até Sâmnio com um exército para investigar as verdadeiras intenções dos samnitas. Ele viajou por todo o território e, em toda parte, encontrou a população pacífica que o presenteou com suprimentos. Segundo Lívio, o antigo tratado com os samnitas foi restaurado, mas ele, novamente, não especificou exatamente em que termos.

### Consolidação do poderio romano na Itália central

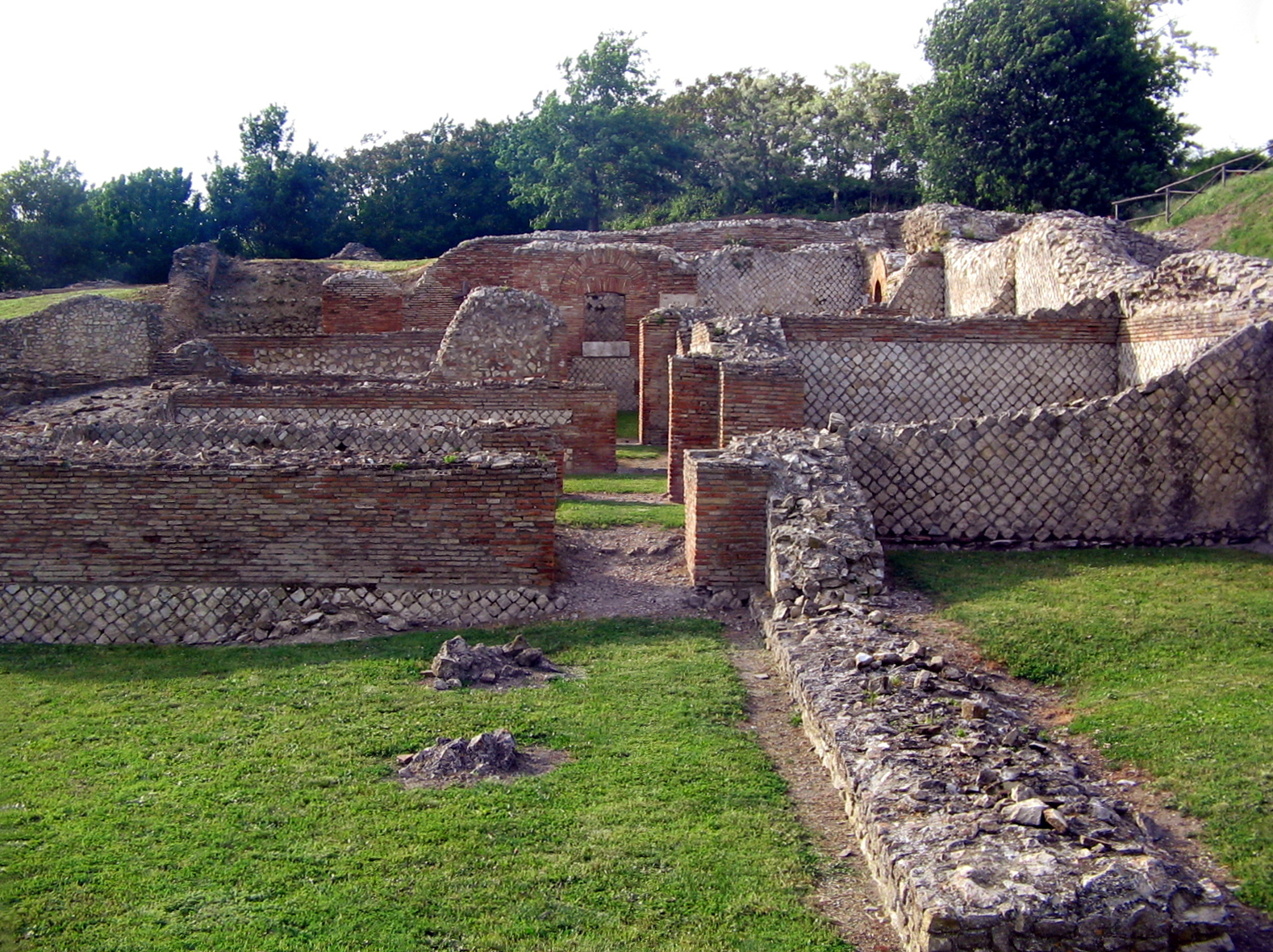
Termas de Eclano, uma antiga cidade samnita perto da moderna Mirabella Eclano.

Depois da derrota dos hérnicos, em 306 a.C., os habitantes da região receberam a cidadania romana sem direito a voto ("civitas sine suffragio"), o que, na prática, significava a anexação de seu território. Dois anos depois, após um tratado de paz, Roma enviou feciais para pedir reparações aos équos das montanhas do Lácio, que haviam repetidamente se juntado aos hérnicos em sua aliança com os samnitas e, depois da derrota dos primeiros, se juntaram de vez aos samnitas. Os équos alegaram que romanos só queriam impor-lhes também a cidadania, afirmando, perante as Assembleias romanas que a imposição da cidadania significava para eles a perda da independência e era nada mais do que uma punição. A comoção foi tanta que Roma declarou guerra aos équos. Os dois cônsules lideraram a guerra e os équos alistaram suas forças, mas não conseguiram um comando claro. Houve desacordo sobre se deveria haver uma batalha campal ou eles deveriam apenas defender seu acampamento. Preocupações sobre a destruição das fazendas e sobre as parcas fortificações das cidades levaram à decisão de dispersar o exército para defendê-las e os romanos encontraram o acampamento équo vazio. Depois disto, tomaram as cidades équas de assalto e a maioria foi incendiada. Lívio escreveu que "o nome équo foi quase extinto". Ainda em 304 a.C., os povos sabélios do norte da região moderna de Abruzzo, na costa do Adriático, e os seus vizinhos oscos, os pelignos e frentanos, que viviam na costa sul de Abruzzo e na parte costeira da moderna Molise, firmaram tratados com Roma.
Em 303 a.C., a cidade sabina de Trefula Sufrena (Ciciliano) e a cidade volsca de Arpínio, no sul do Lácio, receberam também a cidadania sem direito a voto. Frosino, uma cidade volsca também no sul do Lácio, perdeu dois terços de seu território por ter conspirado com os hérnicos e seus líderes foram executados. Colônias foram fundadas em Alba Funcens, na terra dos équos, e em Sora, território volsco que havia sido tomado pelos samnitas, com 6 000 colonos enviados para a primeira e 4 000 para a segunda. No ano seguinte, os équos atacaram Alba Fucens, mas foram derrotados pelos colonos. Caio Júnio Bubulco Bruto foi nomeado ditador e submeteu os équos em uma única batalha. No mesmo ano, os vestinos (oscos que viviam na costa Adriática da região moderna de Abruzzo) se aliou aos romanos. Em 301 a.C., os mársios resistiram ao confisco de suas terras para a fundação da colônia de Caroli, de 4 000 colonos, mesmo estando em território équo. Marco Valério Corvo Caleno foi nomeado ditador e derrotou-os, tomando Milionia, Plestina e Fresilia antes de renovar o tratado com eles. Finalmente, em 300 a.C., duas tribos romanas. os anienses e os terentinos, foram acrescentadas às listas e, no ano seguinte, os romanos cercaram e capturaram Nequino, na Úmbria, fundando ali a colônia de Narnia.

#### Visões modernas
A anexação de Trebula Sufenas ofereceu aos romanos um grau ampliado de controle sobre os sabinos que viviam perto de Roma. Com a anexação de Arpínio e da maior parte das terras de Frusino e da fundação da colônia em Sora, os romanos consolidaram seu domínio sobre o Lácio meridional e os volscos. Controle sobre o trecho dos Apeninos perto do Lácio foi consolidado com a anexação dos hérnicos, a destruição das cidades équas, a fundação das duas colônias em seu território (Alba Fucens e Caseoli, e a criação das novas tribos romanas nas terras tomadas dos équos. Finalmente, o controle romano na Campânia foi consolidado com a renovação da amizade com Neápolis, a destruição dos ausônios e a criação da tribo terentina nas terras anexadas dos auruncos em 314 a.C.
Mais importante, as alianças com os mársios, marrucinos, pelignos e frentanos (304 a.C.) e os vestinos (302 a.C.), que viviam ao norte e nordeste de Sâmnio, não apenas deu aos romanos o controle sobre esta vasta área à volta dos samnitas, mas também reforçou muito sua posição militar. As alianças eram militares e os aliado supriam soldados para as legiões romanas às suas próprias custas, aumentando assim a mão-de-obra disponível para Roma. Em troca, os aliados dividiam os espólios de guerra, que podiam ser consideráveis, e eram protegidos por Roma.
Porém, Roma ainda não dominava completamente a Itália central e parte da meridional, pois a Etrúria e a Úmbria ainda não estavam pacificadas. Houve duas campanhas nesta última e novas guerras na primeira em 301 e 298 a.C.. Esta data foi também o início da terceira e última guerra samnita, que consolidou de vez o domínio romano na região.

## Terceira Guerra Samnita (298–290 a.C.)

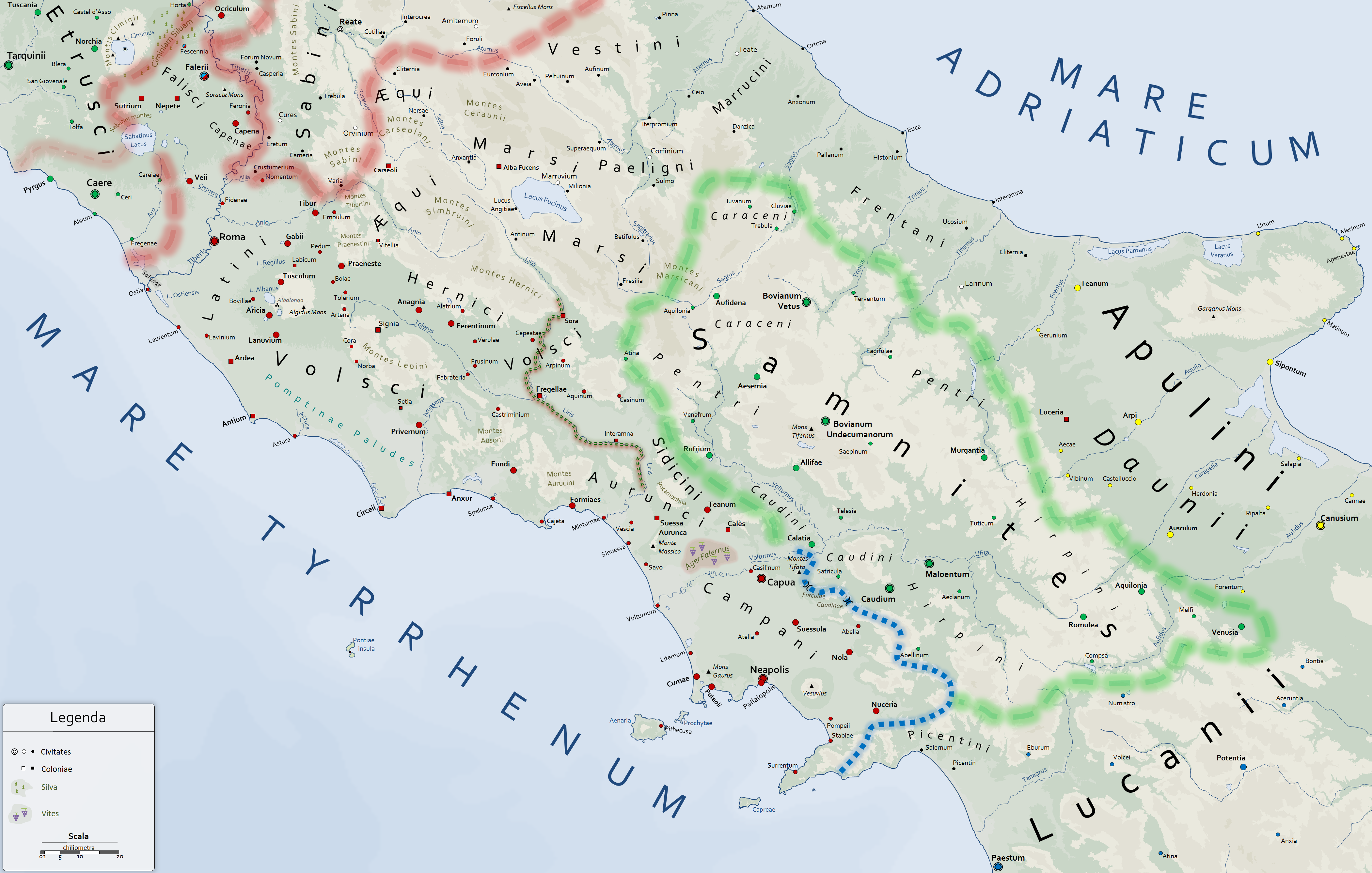
Mapa das campanhas da Terceira Guerra Samnita em 298 a.C.)

### Prelúdio
Em 299 a.C., os etruscos, possivelmente por causa da colônia romana fundada em Narnia, na vizinha Úmbria, prepararam-se novamente para a guerra contra Roma. Porém, os gauleses invadiram a Etrúria e receberam uma oferta em dinheiro para se unirem a eles numa aliança contra Roma. Os gauleses concordaram com a aliança, mas não contra Roma, alegando que o acordo era apenas para evitar que eles devastassem o território etrusco. Assim, os etruscos pagaram e os gauleses recuaram. Este incidente levou os romanos a se aliarem aos picentes, que viviam na costa do Adriático, ao sul da moderna região de Marcas), que estavam preocupados com seus vizinhos, os gauleses sênones, que viviam ao norte, e com os pretutos, que viviam ao sul. Estes posteriormente se aliaram aos samnitas. Os romanos enviaram um exército à Etrúria sob o comando de Tito Mânlio Torquato, que morreu num acidente a cavalo. Os etruscos viram nisto um bom presságio para a guerra, mas os romanos elegeram Marco Valério Corvo Caleno como cônsul sufecto para terminar o mandato de Torquato e ele foi enviado para assumir o comando da guerra, o que fez com que os etruscos permanecessem em suas fortalezas, recusando-se a oferecer combate aos romanos, mesmo diante da imensa devastação que eles estavam provocando. Enquanto isto, os picentes alertaram os romanos que os samnitas estavam se preparando para a guerra e pediram sua ajuda.
No início de 298 a.C., uma delegação lucana foi à Roma para se colocar sob a proteção romana, pois os samnitas, depois de fracassarem em sua tentativa de se aliar a ales, invadiram seu território. Roma concordou e feciais foram enviados a Sâmnio para ordenar que os samnitas deixassem a Lucânia. Depois que os samnitas ameaçaram os próprios feciais, Roma declarou guerra. Dionísio de Halicarnasso acreditava que a causa da guerra nada tinha a ver com a compaixão romana pelos injustiçados, mas o temor do poderio samnita se a Lucânia fosse conquistada. O historiador moderno Oakley (2008) sugere que Roma pode ter deliberadamente buscado uma guerra contra Sâmnio se aliando aos inimigos dos samnitas.

### A guerra

#### Primeiros anos

##### Relatos antigos
Segundo Lívio, em 298 a.C., o cônsul Lúcio Cornélio Cipião Barbato recebeu a Etrúria e seu colega, Cneu Fúlvio Máximo Centúmalo, o Sâmnio. Barbato se envolveu numa batalha perto de Volterras, no norte da Etrúria, que foi interrompida pelo pôr-do-sol, o que permitiu uma retirada etrusca durante a noite. Barbato então marchou até o território dos faliscos e arrasou o território etrusco ao norte do Tibre. Fúlvio Máximo venceu em Sâmnio e tomou Boviano Undecumanoro e Aufidena. Porém, o epitáfio do sarcófago de Cornélio Cipião Barbato afirma que ele "foi cônsul, censor e edil...e...capturou Taurásia e Cisauna no Sâmnio; subjugou toda a Lucânia e recuperou os reféns". Segundo Cornell (1995), a inscrição original foi apagada e substituída pela atual provavelmente por volta de 200 a.C. e nota que este "era a época que as primeiras histórias de Roma estavam sendo escritas, o que não é coincidência".
As eleições consulares para 297 a.C. foram realizadas em meio a rumores de que etruscos e samnitas estavam alistando gigantescos exércitos. Os romanos novamente se voltaram a Quinto Fábio Máximo Ruliano, o mais experiente general romano, que não era candidato e recusou a proposta. Mas ele cedeu na condição de que Públio Décio Mus, que havia sido cônsul com ele em 308 a.C., fosse eleito como seu colega. É impossível estabelecer se Lívio tinha alguma evidência para a existência de tais rumores ou se eles foram apenas conjecturados por ele ou por suas fontes.
Lívio é a única fonte para os eventos de 297 a.C.. Ele conta que enviados de Sátrico, Nepete (côlonias romanas) e Falérios, no sul da Etrúria, chegaram em Roma com notícias de que as cidades-estado etruscas estavam discutindo a possibilidade de pediram a paz. A notícia liberou os dois cônsules para marcharam para Sâmnio, Fábio Ruliano através de Sora e Décio Mus, através da terra dos sidicínios. Um exército samnita estava preparado para enfrentá-los num vale perto de Tiferno, mas foi derrotado por Fábio Ruliano na Batalha de Tiferno. Enquanto isto, Décio Mus acampou em Malevento, onde um exército apúlio teria se juntado aos samnitas na batalha contra Fábio se ele não o tivesse derrotado. Os dois cônsules então passaram os meses seguintes arrasando Sâmnio e Fábio ainda conseguiu capturar Cimetra (localização desconhecida).

##### Visões modernas
Para o ano de 296 a.C., além de colocar Barbato lutando em Sâmnio, a inscrição no sarcófago de Barbato conta que ele tomou Taurásia (provavelmente no valei do Tammaro, na moderna província de Benevento) e Cisauna (desconhecida) e não Boviano e Aufidena. Há ainda uma complicação adicional, pois os Fastos Triunfais relatam triunfos de Fúlvio Máximo contra samnitas e etruscos. Forsythe (2008) nota que o consulado foi o único cargo citado nas fontes no qual Barbato teria comandado uma legião. Historiadores modernos propuseram vários cenários alternativos nos quais um ou ambos os cônsules teriam lutado contra samnitas e etruscos, mas sem conclusões satisfatórias Cornell (1995) afirma que uma hipótese como esta poderia reconciliar as fontes, mas "ainda assim, nem Lívio e nem a inscrição terminariam com muita credibilidade. Uma vez mais, a evidência parece mostrar que havia uma grande confusão na tradição sobre a distribuição dos comandos consulares nas Guerras Samnitas e que muitas versões diferentes proliferavam na República tardia". Sua conclusão é que "não é possível uma conclusão satisfatória para este quebra-cabeças".
Sobre a submissão da Lucânia e a recuperação dos reféns, Lívio conta que os lucanos estavam dispostos a entregar reféns como prova de boa-fé. Cornell (1995) diz que "a insinuação de que a submissão dos lucanos teria sido resultado de ações militares é um bom exemplo de como os eventos poderiam ser melhorados na narrativa". Forsythe (2006) lembra que Lívio relatou, em 296 a.C., que os romanos sufocaram distúrbios plebeus na Lucânia a pedido da aristocracia lucana. Ele argumenta que isto sugere divisões na Lucânia sobre a aliança com Roma e que, se este fosse o caso também em 298 a.C., Barbato pode ter ido até a Lucânia para sufocar qualquer possível resistência à aliança, para evitar raides samnitas e para buscar os reféns prometidos. Forsythe lembra ainda que a campanha de Barbato na Etrúria poderia ser explicada de três formas: (i) Fictícia; (ii) Barbato pode ter lutado em Sâmnio e na Etrúria; (iii) Barbato participou das campanhas no fronte que levou à Batalha de Sentino, em 295 a.C., que pode ter incluído operações na Etrúria naquele ano, mas que foram atribuídos por historiadores posteriores ao seu consulado em 298 a.C.. Com relação à alegação de que Barbato teria subjugado toda a Lucânia, Forsythe sugere que esta é "provavelmente parte verdade e parte um exagero aristocrático romano".
Oakley (2008) também afirma que há mais dois problemas com as fontes. No relato de Lívio, Boviano, a capital dos pentris, a maior das quatro tribos samnitas, foi capturada no primeiro ano da guerra, o que parece improvável. Frontino relatou três estratagemas empregados por um "Fúlvio Nobilior" enquanto lutava contra os samnitas na Lucânia. Além deste caso, o cognome Nobilior só é citado novamente depois de 255 a.C., quarenta e cinco anos depois do final das Guerras Samnitas. Uma explicação plausível é, portanto, que Nobilior seria um erro e que os estratagemas devem ser atribuídos ao cônsul de 298 a.C., Fúlvio Máximo.
Para o ano de 297 a.C., não há nenhum problema maior com o relato de Lívio, mas nenhuma outra fonte sobreviveu para confirmá-lo. A rota de Fábio via Sora até Tiferno é sinuosa, mas não insuperável. O aparecimento de um exército apúlio em Malevento é surpreendente, pois não havia relato de hostilidades com os apúlios desde a paz de 312 a.C.. Porém, os apúlios provavelmente estavam divididos em relação à aliança com Roma ou acabaram sendo provocados pela campanha de Barbato no ano anterior. A campanha de Décio Mus se encaixa no padrão maior de campanhas romanas no sudeste da Itália; ele pode até mesmo ter invernado na Apúlia. Nenhum triunfo foi registrado pelos Fastos Triunfais para este ano e, portanto, é improvável que tenha havia qualquer vitória de grande importância nesta invasão.

#### Período intermediário
Os cônsules em 296 a.C. foram Ápio Cláudio Cego e Lúcio Volúmnio Flama Violente. Além disso, os dois cônsules do ano anterior tiveram seus comandos militares estendidos por mais seis meses com poderes proconsulares para continuarem a guerra em Sâmnio. Décio Mus arrasou completamente a região e conseguiu o expulsar o exército samnita de seu próprio território, que seguiu para a Etrúria reforçar pedidos de aliança anteriores, negados, com intimidações ao insistir que o concílio das cidades etruscas fosse convocado. Os samnitas indicaram que não conseguiriam derrotar os romanos sozinhos, mas um exército de todos os etruscos, a nação mais rica da Itália, apoiado por um exército samnita poderia. Enquanto isto, Décio Mus decidiu deixar de saquear a zona rural e passou a atacar as cidades samnitas em seu caminho. Ele tomou Murgância, uma poderosa cidade, e Romuleia. Depois disto, marchou até Ferêncio, que ficava no sul da Etrúria. Neste ponto, o próprio Lívio ressalta algumas discrepância entre suas fontes, notando que alguns historiadores teriam dito que Romuleia e Ferêncio teriam sido tomadas por Fábio Ruliano e Décio Mus tomou apenas Murgância enquanto que outros afirmam que as cidades teriam sido tomadas por Cláudio Cego e Volúmnio Flama. Um terceiro grupo afirma que somente Volúmnio Flama deve receber o crédito, pois ele teria assumido o comando de todas as operações em Sâmnio.
Enquanto isto, na Etrúria, Gélio Egnácio, um comandante samnita, estava organizando uma campanha contra Roma. Quase todas as cidades-estado estruscas votaram pela guerra, as tribos úmbrias mais próximas se juntaram à revolta e houve tentativas de contratar gauleses como auxiliares. As notícias desta grande coalização chegaram a Roma e Cláudio Cego invadiu a Etrúria com duas legiões e 15 000 tropas aliadas. Volúmnio Flama já havia partido para Sâmnio outras duas legiões e 12 000 aliados. Esta é a primeira vez que Lívio fornece detalhes sobre as forças romanas e números para as tropas aliadas nas Guerras Samnitas. É também a primeira vez que se cita cônsules liderando duas legiões cada um. Se incluirmos as fontes à disposição dos dois procônsules, neste ano os romanos mobilizaram seis legiões.

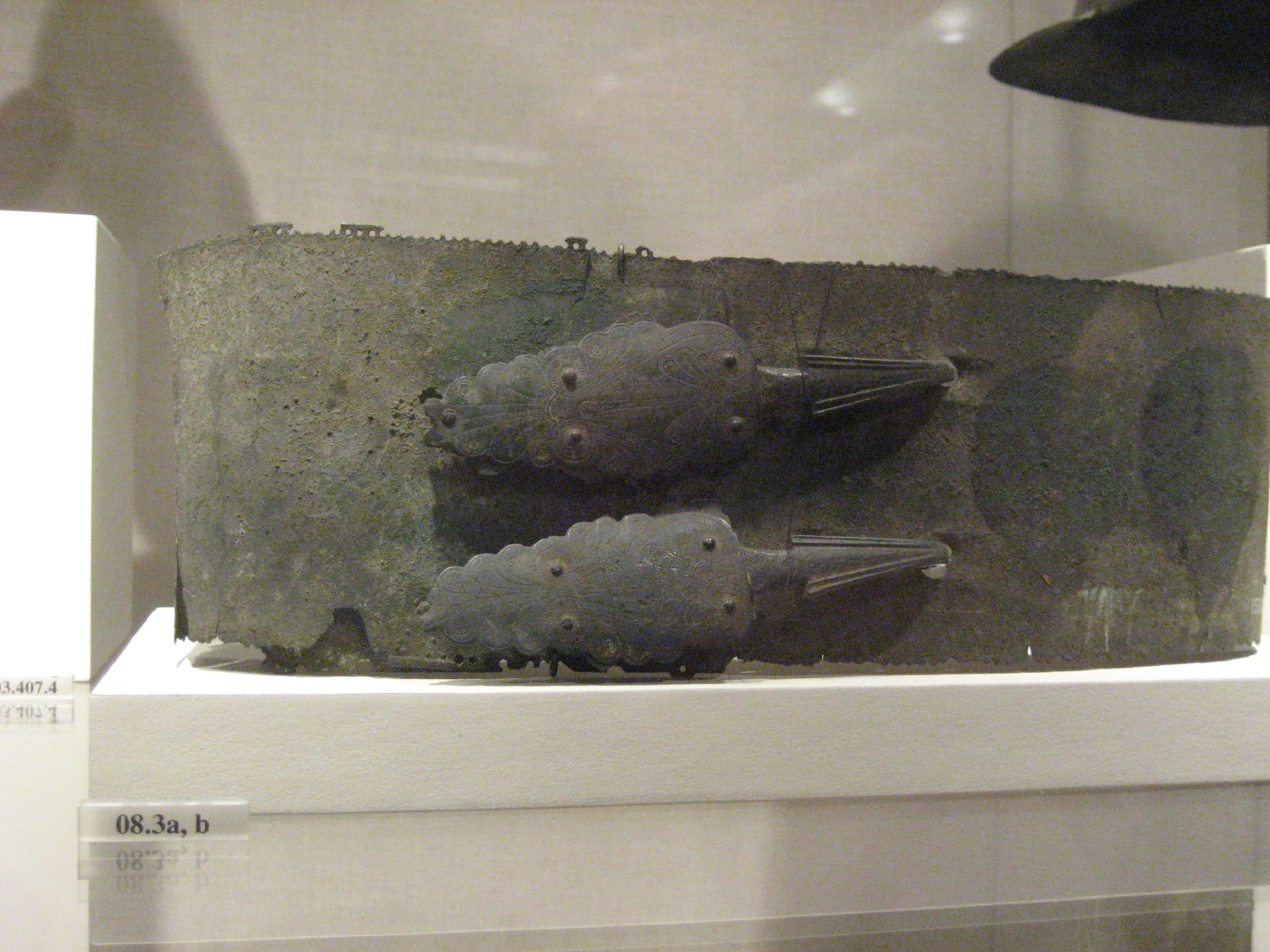
Fivelas de um cinto samnita (final do séc. V a.C.), no Metropolitan Museum of Art, em Nova Iorque.

Cláudio Cego sofreu inúmeros revezes e perdeu a confiança de seus homens. Volúmnio Flama, que já havia capturado três fortalezas em Sâmnio, enviou Fábio Ruliano para sufocar revoltas plebeias na Lucânia, deixou Décio Mus saqueando a zona rural samnita e seguiu para a Etrúria. Lívio conta que alguns historiadores afirmaram que Cláudio Cego teria escrito para ele convocando-o de Sâmnio e que esta carta teria sido o motivo de uma disputa entre os dois cônsules, com o primeiro negando a existência da carta e o último insistindo ter sido convocado por ela. Lívio acredita que Cláudio Cego não escreveu a carta e que ele queria enviar seu colega de volta para Sâmnio, o que ele considerou ingrato. Porém, o soldados imploraram para que ele ficasse. Um conflito aberto entre os dois se seguir, mas os soldados insistiram que os dois cônsules lutassem na Etrúria. Os etruscos enfrentaram Volúmnio Flama e os samnitas atacaram Cláudio Cego. Segundo Lívio, "o inimigo não pôde resistir a uma força tão maior à que eles estavam acostumados a encontrar" e acabaram completamente derrotados, com 7 900 mortos e 2 010 capturados.
Volúmnio Flama correu de volta para Sâmnio, pois os proconsulados de Fábio Ruliano e Décio Mus estavam prestes a acabar. Enquanto isto, os samnitas conseguiram arregimentar novas tropas e passaram a atacar territórios romanos e aliados na Campânia, perto de Cápua, e Falérnio. Ele seguiu para lá e foi informado que os samnitas haviam voltado para Sâmnio com os espólios amealhados. Ele os alcançou e os derrotou facilmente, pois os samnitas não estavam preparados para o combate tamanha a quantidade de espólios que levavam. O comandante samnita, Estaio Minácio, foi atacado pelos prisioneiros dos samnitas, capturado e entregue a Volúmnio Flama. O Senado decidiu fundar colônias em Minturnas, na foz do rio Liris, e Sinuessa, mais para o interior, no antigo território dos ausônios.
Os raides samnitas na Campânia criaram um grande pânico em Roma e, além disso, havia notícias de que, depois da retirada do exército de Volúmnio Flama da Etrúria, os etruscos estavam se armando e convidaram os samnitas e úmbrios de Gélio Egnácio para se juntarem a eles numa grande revolta. Rumores davam conta ainda que grandes quantias em dinheiro havia sido oferecidas aos gauleses para que eles se juntassem ao combate como mercenários. Finalmente, chegaram relatos de uma verdadeira coalização entre estes quatro povos e que havia um "gigantesco exército gaulês". Para enfrentar a maior coalização já criada contra Roma, Quinto Fábio Máximo Ruliano e Públio Décio Mus foram novamente eleitos cônsules em 295 a.C. e o comando de Volúmio Flama foi prolongado por mais um ano com poderes proconsulares. Fábio Ruliano seguiu para a Etrúria com uma legião para substituir Cláudio Cego e deixou esta legião em Clúsio. Em seguida, voltou para Roma, onde a guerra estava sendo debatida: os dois cônsules lutariam na Etrúria. Eles marcharam com duas legiões cada um, uma grande cavalaria e 1 000 soldados campânios. Os aliados colocaram em campo um exército ainda maior. Volúmio Flama seguiu para Sâmnio com duas legiões, provavelmente uma tática diversionária para forçar os samnitas a responderem aos raides romanos em Sâmnio e limitar sua participação na Etrúria. Dois contingentes de reserva, liderados por dois propretores — Cneu Fúlvio Máximo Centúmalo e Lúcio Postúmio Megelo — foram estacionados no distrito falisco e no monte Vaticano respectivamente para proteger Roma. O próprio Lívio relata duas tradições diferente sobre os eventos na Etrúria em 295 a.C.. Segundo uma, antes dos cônsules seguirem para lá, uma grande força de gauleses sênones seguiu para Clúsio para atacar a legião deixada lá por Fábio Ruliano e a derrotou completamente. Não houve sobreviventes para alertar os cônsules, que só souberam do desastre quando se depararam com cavaleiros gauleses. Segundo outra, os úmbrios atacaram um destacamento romano em busca de provisões e que só foi salvo depois de receber ajuda do acampamento romano.
Os etruscos, samnitas e úmbrios atravessaram os Apeninos e foram para perto de Sentino (perto da moderna Sassoferrato, nas Marcas). Seu plano era que samnitas e sênones atacassem os romanos enquanto etruscos e úmbrios tomaria o acampamento romano durante a batalha. Desertores de Clúsio informaram Fábio Ruliano do plano e o cônsul ordenou que as legiões em Falérios e no Vaticano que marchassem para Clúsio e arrasassem seu território, outra tática diversionária que atraiu os etruscos de volta ao seu próprio território e para longe de Sentino. Seguiu-se então a grande Batalha de Sentino, na qual os romanos derrotaram as forças combinadas da coalização perdendo 8 700 homens contra 20 000 dos inimigos. Esta batalha é também lembrada pelo sacrifício de Públio Décio Mus (devotio), um ato heroico que energizou as forças romanas e permitiu-lhes a vitória.
Depois da batalha, 5 000 samnitas tentaram voltar para casa através do território dos pelinos, mas foram atacados pelos locais e perderam mais 1 000 homens. Fábio Ruliano deixou o exército de Décio Mus para vigiar a Etrúria, onde Perúsia ainda continuava em guerra, e seguiu para Roma para celebrar um triunfo. Ápio Cláudio Cego foi então enviado para assumir o exército de Décio como propretor e enquanto Fábio Ruliano marchou para enfrentar e derrotar os perúsios. Os samnitas atacaram a região do vale do rio Liris (em Fórmias e Véscia) e do rio Volturno, mas foram perseguidos tanto por Cláudio Cego quanto por Flama Violente, que juntaram suas forças e os derrotaram perto de Caiatia, perto de Cápua.

#### Anos finais

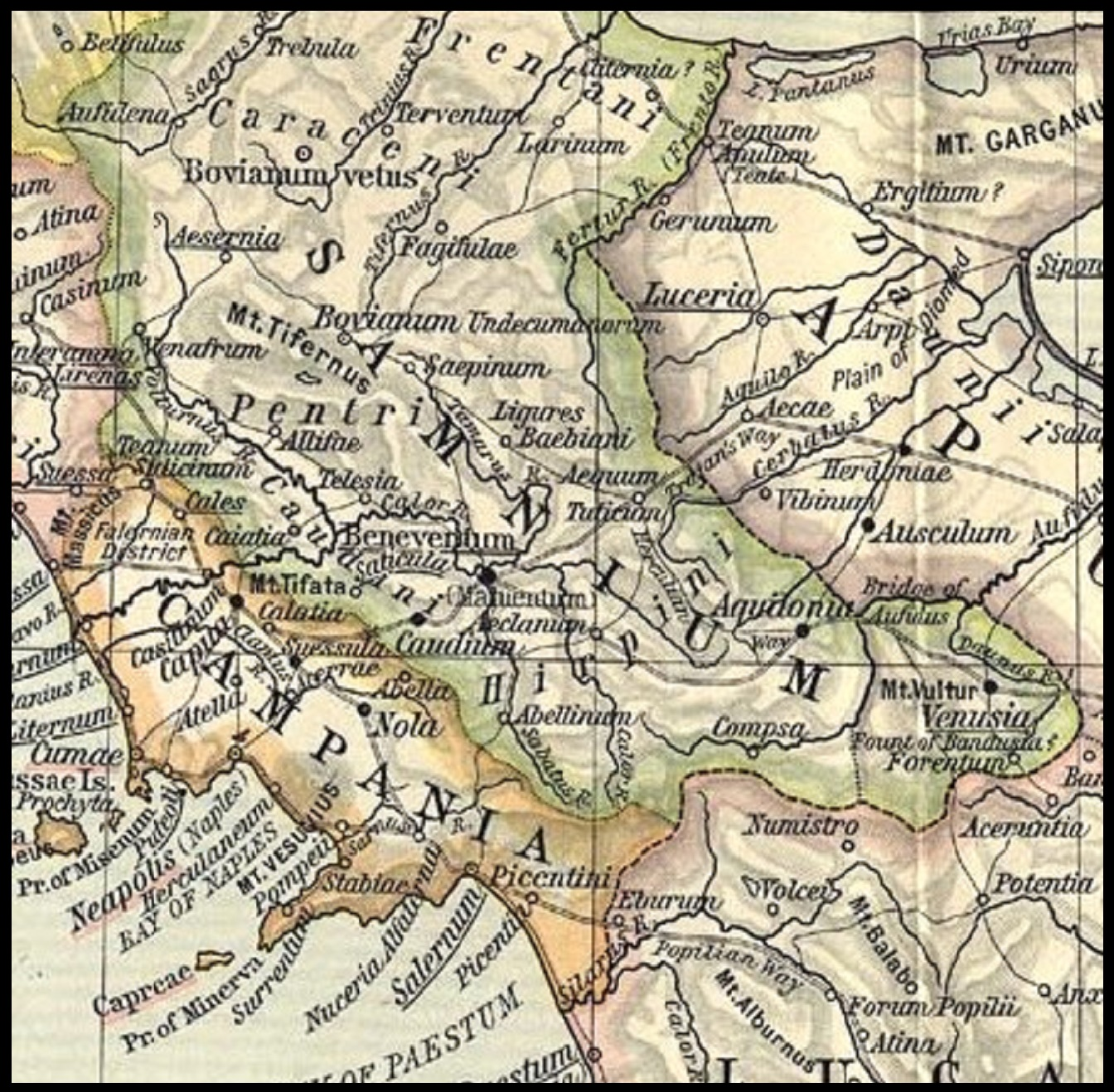
Mapa de Sâmnio (em verde) e a posição estratégica de Venúsia (na extremidade direita do território), capturada pelos romanos e transformada em sua maior colônia até então.

Em 294 a.C., os samnitas atacaram três exércitos romanos, um que deveria retornar para a Etrúria, um deveria defender a fronteira e o terceiro deveria atacar a Campânia. O cônsul Marco Atílio Régulo foi enviado para o forte e encontrou os samnitas numa posição na qual nenhuma das duas forças era capaz de atacar o território do outro. Os samnitas atacaram o acampamento romano aproveitando uma neblina, capturando-o parcialmente e matando diversos oficiais. Os romanos conseguiram repeli-los, mas não os perseguiram por causa da neblina. O outro cônsul, Lúcio Postúmio Megelo, que estava se recuperando de uma enfermidade, reuniu um exército de aliados em Sora, onde os batedores romanos vinham sendo repelidos pelos samnitas, forçando-os a se retirarem. Postúmio Megelo seguiu adiante e capturou Miliônia e Féritro, duas cidades samnitas.
Atílio Régulo marchou até Lucéria, na Apúlia, que estava sendo cercada, e foi derrotado. No dia seguinte, houve uma outra batalha. Quando a infantaria romana começou a fugir, foi forçada de volta ao combate pela própria cavalaria romana. Os samnitas decidiram não se aproveitar da vantagem e acabaram derrotados. No caminho de volta a Roma, Atílio Régulo derrotou uma força samnita que estava tentando tomar Interamna, uma colônia romana no rio Liris. Enquanto isso, Postúmio Megelo saiu de Sâmnio e seguiu para a Etrúria, mas sem consultar o Senado. Ele arrasou o território dos volsínios e derrotou os habitantes da cidade que saíram para defendê-la. Volsínia, Perúsia e Arrécio então pediram a paz e conseguiram uma trégua de quarenta anos. Lívio menciona que havia fontes com histórias diferentes. Em uma delas, foi Atílio Régulo que foi para a Etrúria e conseguiu um triunfo por isto. Postúmio Megelo, por outro lado, teria tomado algumas cidades em Sâmnio até ser derrotado e ferido na Apúlia, refugiando-se em Lucéria. Em outra, ambos os cônsules lutaram em Sâmnio e, em Lucéria, os dois lados sofreram pesadas baixas.
Em 293 a.C., novas tropas foram alistadas por todo Sâmnio e quarenta mil homens seguiram para Aquilônia. O cônsul Espúrio Carvílio Máximo assumiu as legiões veteranas que Atílio Régulo havia deixado em Interamna, no meio do vale do Liris, e seguiu para tomar Amiterno, no Sâmnio (não confundir com Aminterno, no território sabino). O outro cônsul, Lúcio Papírio Cursor, filho de Lúcio Papírio Cursor, herói da Segunda Guerra Samnita, alistou um novo exército e tomou Durônia. Os dois cônsules então seguiram para onde estavam concentradas as forças samnitas. Carvílio Máximo seguiu para Comínio e se envolveu em várias escaramuças enquanto Papírio Cursor cercou Aquilônia, ambas as cidades no noroeste de Sâmnio. Eles decidiram então tomar as duas ao mesmo tempo. Papírio Cursor foi informado por um desertor que vinte contingentes de 400 homens cada das forças de elite samnitas, que, em desespero, haviam sido recrutados sob a Lex Serata (na qual os soldados juravam não fugir da batalha sob pena de morte) estavam seguindo para Comínio. Ele então informou seu colega e partiu para interceptá-los com suas próprias forças, conseguindo derrotá-los. Enquanto isto, a outra parte de suas forças atacou Aquilônia. Papírio conseguiu se juntar a eles e a cidade foi tomada. Enquanto isso, em Comínio, quando Carvílio Máximo soube dos vinte destacamentos de elite samnitas (sem saber que eles já haviam sido derrotados pelo seu colega), enviou uma legião e alguns auxiliares para mantê-los à distância e seguiu adiante com o plano original de atacar a cidade, que acabou se rendendo. Segundo Forsythe (2006), a Batalha de Aquilônia foi "a última grande batalha da guerra e selou o destino dos samnitas".
Com o exército samnita destruído, os cônsules decidiram capturar cidades. Espúrio Carvílio tomou Vélia, Palumbino e Herculano (em locais desconhecidos). Lúcio Papírio tomou Sepino, uma das principais cidades samnitas. Enquanto isso, os etruscos atacaram os aliados romanos e os faliscos desertaram para o seu lado. Com o inverno chegando e a neve começando a cair, os romanos saíram de Sâmnio. Papírio Cursor foi para Roma para celebrar seu triunfo e depois foi para Véscia, na Campânia, para invernar e para proteger os locais dos raides samnitas. Carvílio Máximo foi para a Etrúria e capturou Tróilo (localização desconhecida) e outras cinco fortalezas. Os faliscos pediram a paz e, depois de uma pesada multa, receberam uma trégua de um ano.
A narrativa de Lívio para a Terceira Guerra Samnita termina neste ponto, no final do livro 10 de sua "Ab Urbe Condita", pois os livros 11 a 20 se perderam. Para o livro 11, temos apenas um breve sumário parte da chamada "Periochae", um resumo de seus 142 livros (exceto os livros 136 e 137). Há menção do cônsul Quinto Fábio Máximo Gurges sendo derrotado em Sâmnio e sendo poupado de uma reconvocação do exército e de uma humilhação pelo seu pai, Quinto Fábio Máximo Ruliano, que prometeu lutar ao seu lado como legado. Os dois teriam derrotado os samnitas e capturado Caio Pôncio, o famoso comandante samnita, que foi paradeado em Roma em triunfo e decapitado. Salmon (1967) acredita que este revés era provavelmente um exagero por que, no ano seguinte, Gurges foi nomeado procônsul e foi eleito cônsul novamente em 276 a.C., na Guerra Pírrica. Ele defende que esta vitória subsequente também foi exagerada e que esta é uma fictícia antecipação da parceira entre Fábio Máximo e seu filho, Quinto Fábio Máximo, durante a Segunda Guerra Púnica (218–201 a.C.).
Em 291 a.C., Fábio Gurges, como procônsul, derrotou os pentrios, a maior tribo samnita, e capturou sua capital, Comínio. O cônsul Lúcio Postúmio Megelo, em campanha na Apúlia, atacou os hirpínios, outra tribo samnita, e também tomou sua capital, Venúsia. Como sua localização era estratégica para o controle da Lucânia e da Apúlia, além de Sâmnio, os romanos fundaram ali a maior colônia até então. Dionísio de Halicarnasso cita 20 000 colonos, um número impossivelmente alto. Detalhes para 290 a.C. são poucos, mas o que restou sugere que os cônsules Mânio Cúrio Dentato e Públio Cornélio Rufino realizaram campanhas para sufocar os últimos bolsões de resistência no Sâmnio e, segundo Eutrópio, algumas grandes batalhas foram travadas.

### Resultados imediatos

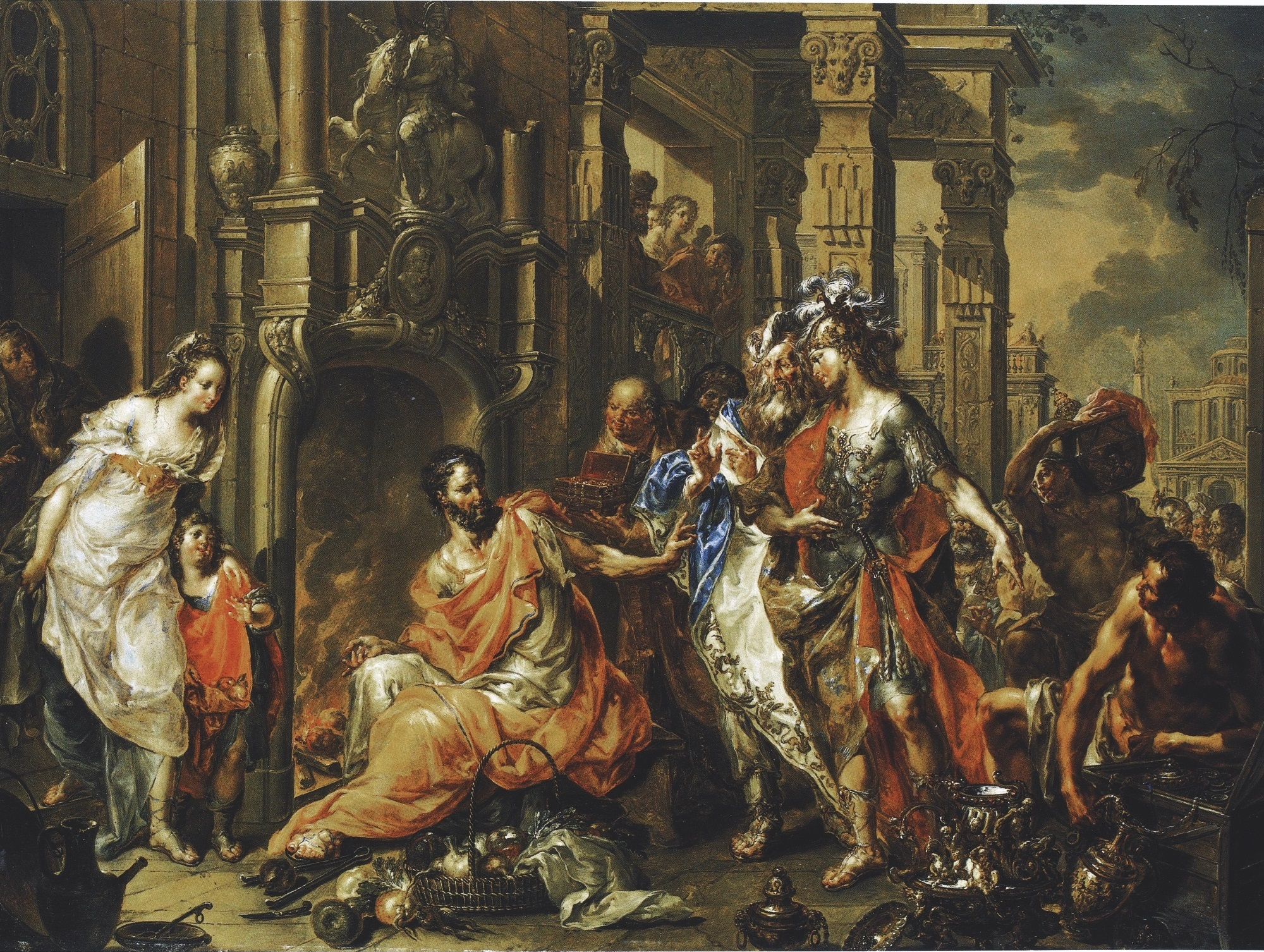
Mânio Cúrio Dentato e os embaixadores samnitas.
Séc. XVIII. Por Johann Georg Platzer, em coleção privada.

Quando as Guerras Samnitas terminaram, os romanos voltaram sua atenção para os sabinos que viviam nas montanhas a leste de Roma. Mânio Cúrio Dentato invadiu o território sabino entre os rios Nar (moderno rio Nera, o principal afluente do Tibre) e Ânio e a nascente do rio Velino. Espúrio Carvílio Máximo confiscou grandes porções do território na planície à volta de Reate e Amiterno e distribuiu as terras para colonos romanos. Floro não cita o motivo desta guerra e Salmon (1967) especula que "pode ter sido por causa do papel que eles tiveram ou não quiseram ter nos eventos de 296-5 a.C.". Os sabinos permitiram que samnitas cruzassem seu território para chegar até a Etrúria. Forsythe (2006) também especula que esta campanha seria uma punição por isto. Lívio menciona ainda que Dentato subjugou os revoltosos sabinos, que receberam a duvidosa honra da "civitate sine suffragio" ("cidadania sem direito a voto"), o que, na prática, significava que seu território foi anexado pela República Romana. Reate e Amiterno receberam cidadania plena ("civitas optimo iure") em 268 a.C..
Cornell (1995) nota que Roma também conquistou os pretutos, um povo que vivia à leste dos sabinos, na costa do Adriático, e que estavam em disputa com os picentes, aliados de Roma. Com estas conquistas, o território romano se estendeu por toda a região dos Apeninos perto da cidade e um parte dele chegou até o Adriático. Esta expansão, combinada com as alianças já firmadas durante a Segunda Guerra Samnita com os mársios, marrucinos e pelignos (304 a.C.) e os vestinos (302 a.C.), deram a Roma o controle completo da Itália central. Os samnitas foram forçados a se tornar aliados de Roma, mas certamente em termos desiguais. Roma ofereceu um tratado de amizade ("foedus amicitiae") aos que se aliaram com ela voluntariamente, mas não aos que se tornaram aliados depois da derrota militar. Os romanos também estabeleceram a grande colônia de Venúsia, um importantíssimo ponto estratégico no sudeste de Sâmnio. Os lucanos mantiveram sua aliança com Roma. Mas o grande resultado das Guerras Samnitas foi que Roma se tornou a maior potência da Itália e passou a controlar boa parte de seu território.

## Consequências futuras das Guerras Samnitas
As alianças que se desenvolvera depois da Guerra Latina, depois da Segunda Guerra Samnita e no começo e no fim da Terceira Guerra Samnita lançaram as fundações para Roma se tornar a grande potência no Mediterrâneo, que derrotou Pirro e os cartagineses e se expandiu para o Mediterrâneo oriental. Todos os tratados com aliados previam que eles estavam obrigados a fornecer tropas para as guerras romanas às suas próprias custas. O sistema funcionava por que Roma apoiava as elites governantes destes povos aliados, que podiam levar até ela seus próprios problemas, e por que Roma dividia os espólios da guerra, que eram consideráveis, com os aliados. A aliança com Roma também oferecia segurança, proteção contra ataques estrangeiros e uma parte dos lucros das conquistas. A participação de tropas aliadas já havia sido importante na Batalha de Sentino, na Terceira Guerra Samnita, e os romanos passaram a depender cada vez mais de suas tropas, que geralmente eram em número muito maior do que as romanas. Políbio escreveu que, para a gigantesca Batalha de Telamão contra os gauleses em 225 a.C., os romanos empregaram 41 000 soldados romanos e 210 000 aliados. Pode-se também deduzir que a mão-de-obra militar disponível para o exército romano era de 40% da população romana e aliada, que Políbio estimou ser por volta de 700 000, números gigantescos que não tinham paralelo no Mediterrâneo.

## Cronologia

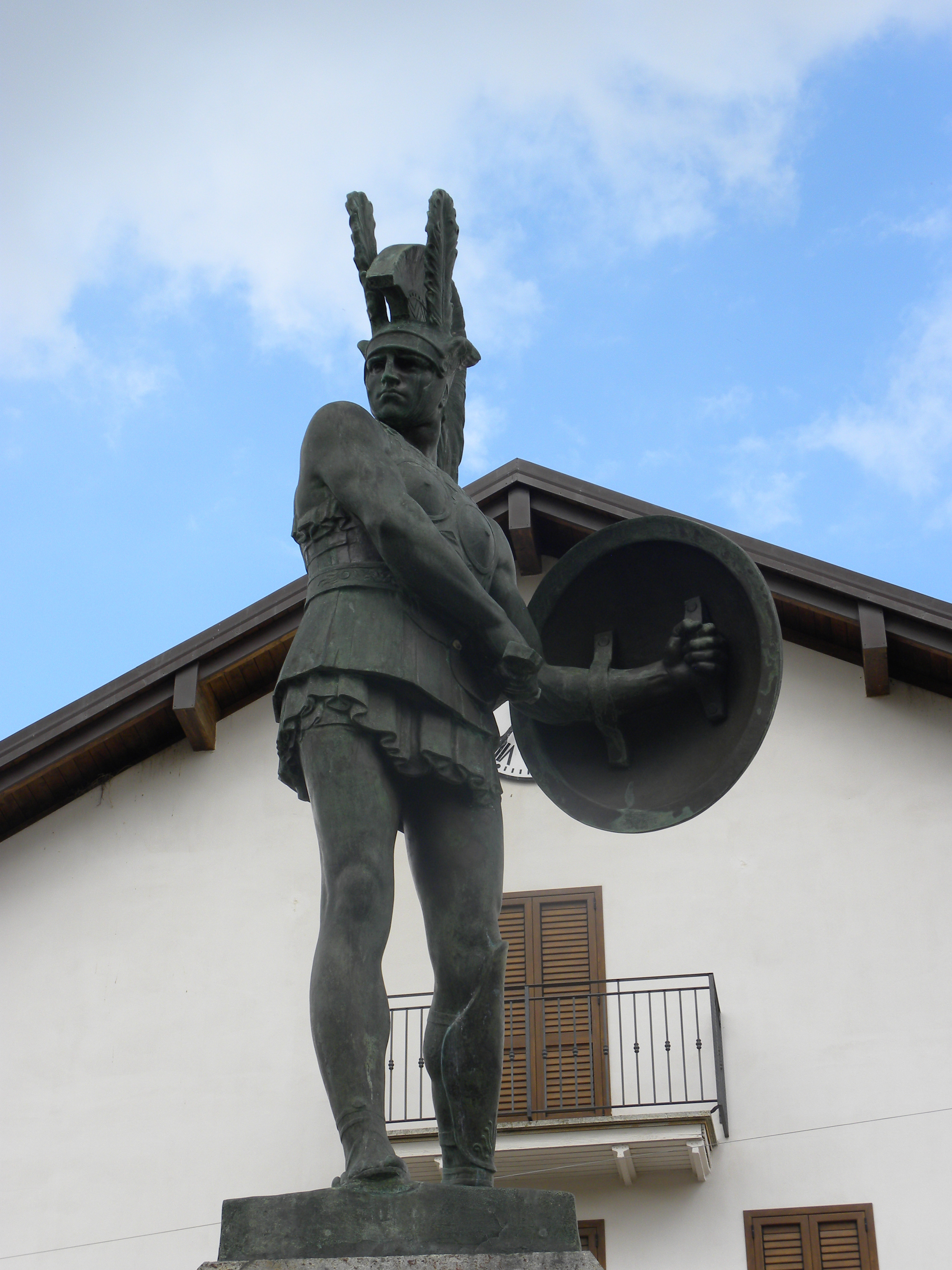
Soldado samnita. Estátua na cidade italiana de Pietrabbondante.

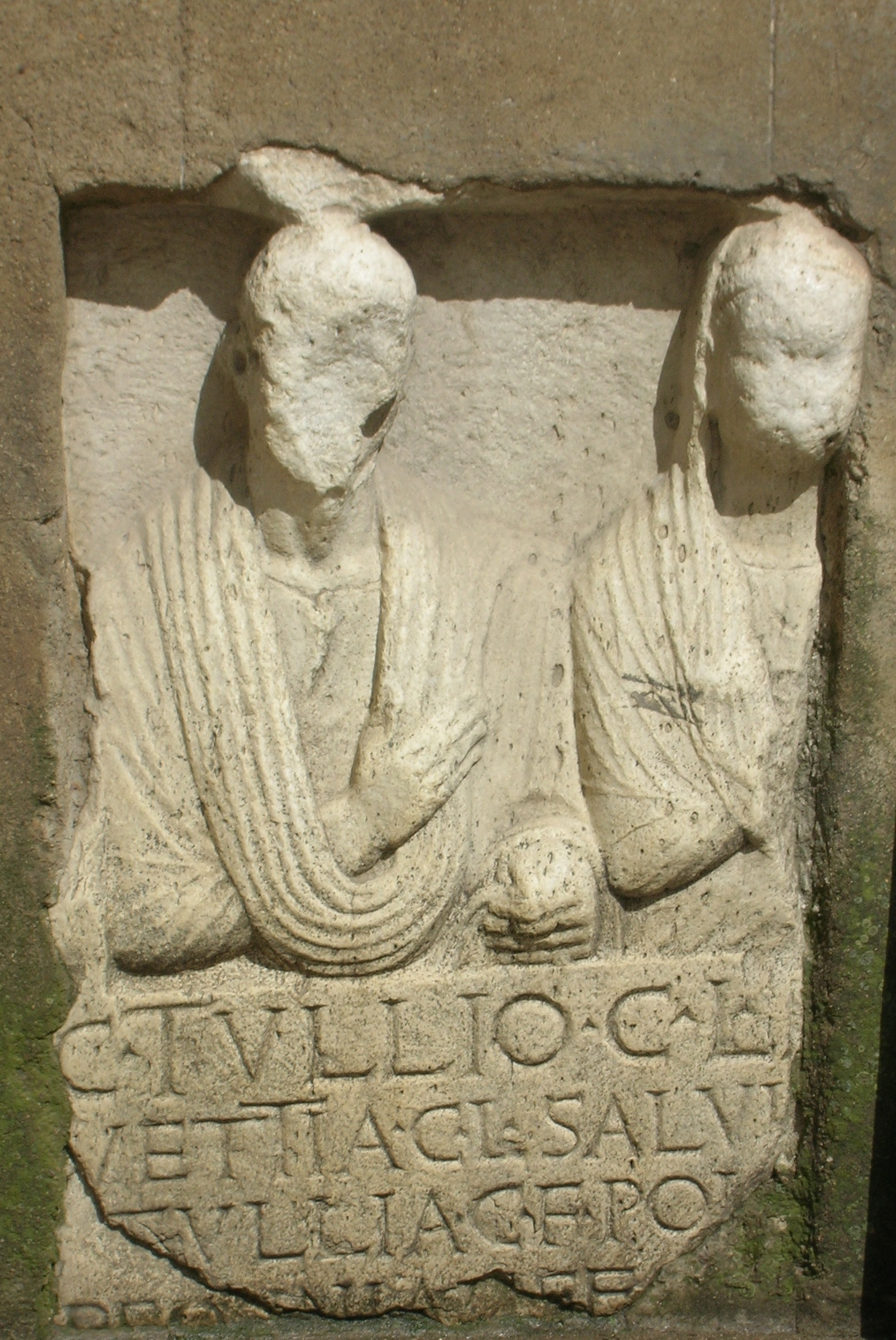
Inscrição funerária da cidade samnita de Venúsia, posteriormente transformada em colônia romana.

### Primeira Guerra Samnita (344-341 a.C.)
- 343 a.C. – Começo da Primeira Guerra Samnita.
- 343 a.C. – Vitória romana na Batalha do Monte Gauro.
- 343 a.C. – Vitória romana na Batalha de Satícula.
- 343 a.C. – Vitória romana na Batalha de Suéssula.
- 341 a.C. – Roma se retira do conflito com os samnitas e começa a Guerra Latina ao lado deles.

### Segunda (ou Grande) Guerra Samnita (326-304 a.C.)
- 327 a.C. – Os samnitas declaram guerra.
- 327 a.C. – Começo do cerco romano de Neápolis.
- 326 a.C. – Captura de Neapolis.
- 325 a.C. – Território dos vestinos arrasado e duas de suas cidades capturadas pelos romanos por terem se aliado aos samnitas.
- 324 a.C. – Samnitas derrotados e pedem a paz, mas conseguem apenas uma trégua de um ano.
- 324 a.C. – Primeiras operações romanas em Dáunia, no norte da Apúlia.
- 321 a.C. – Humilhação romana na Batalha das Forcas Caudinas.
- 320 a.C. – Destruição de Fregelas pelos samnitas.
- 320 a.C. – Romanos capturam Lucéria e libertam os reféns romanos.
- 319 a.C. – Romanos subjugam Sátrico, que havia se revoltado e abrigava uma guarnição samnita.
- 318 a.C. – Samnitas pedem a paz, mas os romanos recusam.
- 318 a.C. – As cidades apúlias de Teano e Canúsio se submetem a Roma.
- 317 a.C. – Romanos tomam Nerulo, na Lucânia.
- 316 a.C. – Romanos cercam Satícula.
- 316 a.C. – Samnitas cercam Plística.
- 315 a.C. – Samnitas capturam Plística.
- 315 a.C. – Batalha de Láutulas, uma derrota romana.
- 313 a.C. – Romanos capturam Nola.
- 314 a.C. – Romanos destroem as cidades ausônias de Ausona, Minturnas e Véscia.
- 314 a.C. – Romanos derrotam os samnitas perto de Cápua.
- 314 a.C. – Romanos capturam Sora.
- 313 a.C. – Romanos fundam colônias em Suessa Aurunca, Interamna Sucasina e na ilha de Pôntias.
- 313 a.C. – Samnitas capturam a guarnição romana em Clúvio, os romanos a retomam.
- 313 a.C. – Romanos saqueiam Boviano.
- 311 a.C. – Romanos derrotam os samnitas em local não especificado em Sâmnio.
- 311 a.C. – Começo da guerra na Etrúria, etruscos cercam Sútrio, batalha indecisiva com os romanos.
- 311 a.C. – Romanos derrotam os etruscos perto de Sútrio.
- 310 a.C. – Romanos derrotam os etruscos em local não especificado.
- 310 a.C. – As cidades etruscas de Perúsia, Cortona e Arrécio pedem a paz e conseguem uma trégua de trinta anos.
- 310 a.C. – Batalha do Lago Vadimo, uma vitória romana que teria rompido o poderio etrusco pela primeira vez.
- 310 a.C. – Samnitas lutam contra o cônsul Caio Márcio em local não especificado; batalha indecisiva, com a perda de vários oficiais e o próprio cônsul ferido.
- 309 a.C. – Etruscos rompem a trégua, romanos os derrotam perto de Perúsia.
- 309 a.C. – Roma recusa as ofertas de paz de Nucéria Alfaterna e a capturam.
- 309 a.C. – Romanos derrotam os mársios e pelignos, que haviam se aliado aos samnitas, em batalhas separadas em locais não especificados.
- 309 a.C. – Etruscos pedem a paz, mas Roma oferece apenas uma trégua de um ano.
- 306 a.C. – Romanos lutam contra os salentinos do sul da Apúlia e tomam diversas cidades.
- 306 a.C. – Samnitas derrotados perto de Alifas, algumas tropas hérnicas encontradas entre os inimigos; depois de uma investigação romana, os hérnicos se revoltam.
- 305 a.C. – Samnitas e hérnicos isolam um cônsul romano cada um: hérnicos se rendem e os samnitas são derrotados.
- 305 a.C. – Batalha em Tiferno, em Sâmnio, na qual os romanos ou são derrotados ou recuam, dependendo da fonte.
- 305 a.C. – Romanos derrotam os samnitas em local não especificado.
- 305 a.C. – Romanos cercam Boviano.
- 304 a.C. – Samnitas pedem a paz; final da guerra.

### Terceira Guerra Samnita (298-290 a.C.)
- 298 a.C. – Começo da Terceira Guerra Samnita.
- 298 a.C. – Vitória samnita na Batalha de Volterras.
- 298 a.C. – Os romanos capturam as cidades samnitas de Boviano e Aufidena e/ou, segundo uma inscrição dúbia, Taráusia e Cisauna.
- 297 a.C. – Quinto Fábio Máximo Ruliano derrota os samnitas na Batalha de Tiferno.
- 296 a.C. – Públio Décio Mus toma Murgântia, Romuleia e Ferêncio.
- 295 a.C. – Vitória romana na Batalha de Sentino.
- 294 a.C. – Samnitas quase tomam um acampamento romano em um local não especificado, mas são repelidos.
- 294 a.C. – Lúcio Postúmio captura Miliônia e Féritro, duas cidades samnitas não identificadas, e derrota os volsínios na Etrúria.
- 294 a.C. – Marco Atílio Régulo derrotado em Lucéria, mas vence outra batalha no dia seguinte. Ele derrota depois os samnitas que cercavam Interamna.
- 293 a.C. – Vitória romana na Batalha de Aquilônia; Lúcio Papírio Cursor toma Aquilônia e Sepino, em Sâmnio.
- 293 a.C. – Espúrio Carvílio Máximo toma Comínio, Vélia, Palumbino e Herculano, em Sâmnio.
- 293 a.C. – Espúrio Carvílio captura Tróilo e cinco fortalezas na Etrúria.
- 292 a.C. – Quinto Fábio Máximo Gurges derrotado pelos samnitas caudinos, mas os derrota depois com a ajuda de seu pai, Fábio Máximo Ruliano.
- 291 a.C. – Quinto Fábio Máximo Gurges captura Comínio Ocrito, capital dos samnitas pentrios.
- 291 a.C. – Lúcio Postúmio Megelo captura Venúsia, a principal cidade dos samnitas hirpínios
- 290 a.C. – Operações romanas para eliminar os últimos bolsões de resistência samnita; fim da guerra.